# 噩盡島
《噩盡島》是由台灣作家莫仁的作品，插畫家是YinYin，由蓋亞文化出版。第一部共有13冊。第二部共11冊。2012年8月9日噩盡島漫畫版上市。
第一冊曾榮登金石堂書店銷售排行榜前二名，而整個系列曾榮登金石堂書店銷售排行榜前三名以及蘋果日報新書排行榜前三名。
全系列銷量破百萬。

## 概要
第一部
相隔數千年後的現在，仙凡兩界再度結合。妖獸們重返現世，人類文明面臨崩毀，高層決定實施噩盡島計畫，計畫失敗後，噩盡島成為倖存人類的群聚地，與妖獸對峙時，龍王母要求交出屍靈之王...
第二部
仙界回歸百年後，地球版圖早已重劃，百年之間，妖族與人類的世界發生了什麼樣的變化？昔日熟悉的人們各又如何？冒險與戰鬥已不再是故事，而是生存的手段。

## 登場角色

### 第一部

#### 主角
沈洛年
裝備：金犀匕、血飲袍及牛精旗（姜普旗）；雲南蜣螂(糞金龜)影蠱（名凱布利）
狀況：鳳凰換靈，修練闇靈
能力：提升自己心念速度(變相降低對週遭的時間流感，會感覺整個環境包括自己的動作都慢下來)、同時，因身懷生命之源、能窺破虛妄，媚惑之術、障眼之法、天成之氣等能力無效，也能體察他人內心的情緒（但只在面對本體時有效）、能以道息化散炁息、增加或降低自身質量（動量不守恆，亦即輕重轉換間，不會影響移動速度）
西地高中二年級生，初登場時16歲。生日在七月七日。父母於四年前雙亡，與叔叔沈商山同住，但叔叔因導演工作經常不在家。
無意中得到懷真所想要『鳳凰換靈』資格，而身負渾沌原息(一般人類稱為道息)。差點被憤怒的懷真吞掉。其後與懷真達成共識，定下血冰戒咒誓。
後來發現咒誓中的「直到永遠」變為懷真的責任，若無法維持咒誓直到永遠，懷真可能受血冰戒反噬而死，懷真欲與沈洛年解咒卻失敗，因此決定偷寶物贈與洛年蓋咒，但寶物價值無法超越「吸取渾沌原息、直到永遠」的咒誓而蓋咒失敗，尾聲洛年為了拯救殘存人類所以犧牲自己，與閉幽採捕之力餘萬載的天狐懷真交合，身上渾沌原息與生命力盡數遭懷真吸取，闇靈判斷他失去生機而將闇靈之力取回(虯龍族龍王母承諾若屍靈王自裁，則保護人類五十年)，沈洛年身上已無渾沌原息，利用龐大精智力強撐意志，成功與懷真解咒。
不愛與人深交，但看見別人有危難時常會不由自主衝動。
因有闇靈之力與后土訂約擁有「多功能型輕疾」，條件是不能製作殭屍。輕疾使用的名諱「沈洛年」，後來改成「闇鳳沈洛年」。
第十二集中曾因盜龍族寶庫而遇到納金族人並被關入寶庫之中，並利用納金族個性與鳳靈能力騙得全族皆為他奴隸，作為教訓。
故事最後因人類遭犬戎、鑿齒、刑天圍攻，沈洛年接受輕疾的建議讓葉瑋珊、奇雅、白玄藍一起打開玄界之門將過去儲存的炁息以最大量輸出，開啟金犀匕來殺退敵人。後金犀匕被原物主虯龍王母收回，牛精旗後於離去尋找懷真時贈與奇雅。
懷真
狀況：天仙。修練雷靈。
狐仙，身上有喜慾之氣，會吸引別人喜愛。
個性精靈而調皮，三千年前受到白澤告知將遭遇破戒之厄，所以凝止身軀滯留人間，化為蛙仙石等待鳳凰。
最初打算吞掉洛年洩憤，但後來放棄。然後與洛年定下血冰戒咒誓，後來才發覺誓約是平等的（洛年死亡懷真也要死）。
於每月的農曆十五日前後會來探望洛年，偶而會給洛年建議。
在白宗等人前自稱是洛年的「姐姐」、「塗山胡宗宗長」。
在噩盡島「參觀」時被困島上，雖得洛年尋回，但因救助白宗等人而失蹤。
失蹤的原因是因為與刑天打鬥時被推入孔道，回到仙界。後來洛年以咒誓之法尋找懷真時被占據孔道的刑天攻擊至垂死（從腰部斷開），只好把與本命相連的炁息散去大半才能回到凡間，導致元氣大傷，十成道行剩不到一成。
在與洛年回台灣尋人時認識燄丹、山芷、羽霽三小妖獸，並為她們起道號以及照顧她們，一同探索龍庫，尋找寶物蓋咒。
其後於高原地區定居，幫助三小化人，不久後三小的母親到達凡間，帶著三小離開。
在得知洛年開始將自己當成異性看待時很高興，但說著兩人在一起的話兩人會死，就離開洛年。輕疾使用的名諱『仙狐懷真』。
離開洛年後到達台灣，與山芷、羽霽及其母一起砍樹協助做船，並幫忙白宗等人。在白宗等人到世界各地救人前教會使用輕疾，以及一些精體武器給眾人後。然後開始閉關（原因是喜欲之氣開始大漲）。
認識龍王母，是其後輩。

#### 西地高中
賴一心
裝備：銀色長槍→黑木長矛（精體武器）、洛年之鏡
狀況：內聚型，專修柔訣。
西地高中三年級生，初登場時17歲。家有一母，任職小學老師，於四二九大劫後生還。
個性爽朗熱情、待人和善，但過於樂觀，帶點孩子氣。帶娃娃脸的陽光少年。
登場時已是白宗門人，在學校遇上巨蟒妖怪時認識洛年等人。並建議領洛年等人入門。
本為運動的天才，後改為鑽研武藝。白宗等人的武術、修煉方法都是由他鑽研。
似乎擁有極微量的尊伏之氣，於13卷證實為虯龍血脈。
葉瑋珊
裝備：杖型匕首、洛年之鏡、銀白色的戒指（可使炁優化）
狀況：發散型，專修爆訣。修練炎靈。
西地高中三年級生，初登場時17歲。
容貌端麗、氣質不俗，但經常板著臉，是校內的資優生。個性認真負責任，但容易自責。
登場時已是白宗門人，在學校遇上巨蟒妖怪時認識洛年。最初並不喜歡洛年，因當時洛年常用目光在看她身材。在洛年第二次遇上妖怪時說出「要是遇到第三次，可得把你抓回去研究」，結果當真再度遇上妖怪。其後再度邀請洛年加入白宗。
第四卷時成為新一任宗長。喜歡賴一心，但同時也對沈洛年有一絲情愫，只是比不上對一心的感情。懂得引仙之法。
雙親在道息爆發時失蹤。
在13卷時被沈洛年推舉為噩盡島領袖
黃宗儒
裝備：寬刀和長方形的盾牌→帶刺雙盾→弓箭和短雙棍（精體武器）、洛年之鏡
狀況：內聚型，專修凝訣。引仙煉鱗。
西地高中三年級生（漫畫版中改為高中二年生）。家中經營網咖，除了父母外還有一個弟弟。
綽號「無敵大」，身材肥矮，性格深穩。與志文、添良是一起玩線上遊戲的伙伴，網名是至尊無敵，是一公會的會長。
在學校遇上妖怪時被一心救助。其後加入白宗。
家人在道息爆發（通稱四二九大刧）時失蹤。
張志文
裝備：雙手劍→細長劍→銀煉軟劍（精體武器）、洛年之鏡
狀況：內聚型，專修輕訣，引仙千羽
西地高中三年級生（漫畫版中改為高中二年生）。家有父母，一個哥哥的四人家庭。
綽號「蚊子」，身材瘦黄，有點小聰明。與宗儒、添良是一起玩線上遊戲的伙伴。
在學校遇上妖怪時被一心救助。其後加入白宗，因為喜歡的漫畫女角使用雙手巨劍，所以選雙手巨劍作武器。
家人在道息爆發時死亡。
侯添良
裝備：武士刀→細長劍→窄刺劍（精體武器）、洛年之鏡
狀況：內聚型，專修輕訣，引仙揚馳
西地高中三年級生（漫畫版中改為高中二年生）。家中獨子，父親是警察。
綽號「阿猴」，膚色黝黑，性格耿直。與宗儒、志文是一起玩線上遊戲的伙伴。
在學校遇上妖怪時被一心救助。其後加入白宗，因為喜歡的動畫女角使用武士刀，所以選武士刀作武器。
五卷時表示喜歡奇雅。生日在年底。
雙親在道息爆發時死亡。
吳配睿
裝備：偃月刀→雙手長刀（精體武器）、洛年之鏡
狀況：內聚型，專修爆訣，引仙獵行
西地高中一年級生，初登場時14歲。家有父母的三人家庭，但關係惡劣，因曾被繼父性侵未遂，(母親卻偏袒繼父，因此對家人和愛情感到絕望)
通稱《小睿》，綁著長馬尾，帶著小麥色肌膚高眺女生。
校內田徑隊成員，項目是馬拉松。本打算加入白宗，但不符合資格（年齡過輕），後因洛年介紹才成功加入。
生日是五月五日。
陳毅折、王允清、方志成、金文水、張俊逸
於西地高中的招攬活動時加入。陳、王是高二生，方是高三生，張、金是高一生。
張俊逸於變體時失敗，死亡。
本是跟著瑋珊組，但由於瑋珊組人員過多而轉為奇雅組。
其後四人跟隨巧雯加入總門。
四二九後，四人中只有陳毅折生還。陳毅折在沈洛年二度營救狄純時，被沈洛年發現想加害巧雯以謀取桂守一職而以闇靈之力殺死。

#### 白宗
瑪蓮
裝備：青色厚背刀→古銅色彎刀（精體武器）、洛年之鏡
狀況：內聚型，專修爆訣，引仙煉鱗
初登場時20歲。性格粗疏率真，活潑好動。第一人稱是「阿姊」。
在洛年板橋車站第三次遇妖時出現殺妖。其後於西餐廳正式認識洛年。
與奇雅是同一間孤兒院出身，名稱都是自己改。生日是三月九日。
奇雅
裝備：銀色細窄小匕首、洛年之鏡、鵝黃色絨墜項鏈（可使炁有輕訣的效果）
狀況：發散型，專修柔訣。修練凍靈。
初登場時20歲。容貌娟秀，娃娃脸的短發女子，給人感覺冷冰冰。性格與洛年其實有點相似，故比較投緣。
在洛年板橋車站第三次遇妖時出現殺妖。其後於西餐廳正式認識洛年。
與瑪蓮是同一間孤兒院出身。十月生日。
網友推測對瑪蓮抱持著類似愛情的喜歡。
白玄藍
裝備：匕首、洛年之鏡
狀況：發散型，專修爆訣。修練炎靈（因炎術與爆訣配合較好）。
白宗第二代宗長，第四卷時退任。外表二十多歲，實際已有四十左右。
個性柔和。翻譯道咒總綱。懂得引仙之法。
黃齊
裝備：五節劍、洛年之鏡（第12卷時曾借給劉巧雯，其後借給小純，13卷時還給黃齊）
狀況：內聚型，輕柔雙修。
四十歲左右的壯年人，臉上留着的八字鬍。
白玄藍的丈夫，瑋珊的舅舅。翻譯道咒總綱。
疼愛老婆、擅長古語。
劉巧雯
裝備：匕首
狀況：發散型，爆輕雙修。
與白玄藍同輩。外表二十餘歲。心思複雜，總是話中有話，
最後因撿到沈洛年遺留在湖底的暗靈法器，成為仙凡重合後的二代屍靈王。
與詩群、名美同組。於台南領了二十人入門，有六人是發散型。
在登上噩盡島前退出白宗，帶著的彭詩群等二十二人、陳毅折等四人加入總門。
彭詩群、池名美
與劉巧雯同組的門人，兩人皆是內聚型。其後隨著巧雯加入總門。
詩群是四二九大刧時，在跟隨者中，除了巧雯、毅折的生還者。
名美在四二九死亡。
彭詩群在沈洛年二度營救狄純時與陳毅哲同時被闇靈之力所殺。
林靜誼、吳佳芳
兩人皆是發散型，由巧雯領入白宗，登場時已能領組。其後隨著巧雯加入總門。
兩人在四二九死亡。

#### 李宗
李翰
李歐之子，二十餘歲的青年，國字臉。內聚型。個性和其他李宗門人不同，不會仗勢欺人。
除了父親外還有兩個妹妹。在六卷時李宗滅門，剩下一人後拜入白宗門下。
由兼修轉修專修，其後獵行引仙。因父親之死，十分痛恨妖怪，並希望能殺盡妖怪，對闇靈之法有興趣。
李歐
李翰之父，李宗宗長，於歐胡島被鱷猩妖殺死。
王原念，張智凡
李宗副門主

#### 何宗/共生聯盟
何昌南
何宗宗長，已有五十餘歲的老者。何宗一脈因拒絕和妖怪對抗，間接導致宗派被暴民破壞，門人皆隱蔽行蹤。在白宗於南部除妖時，昌南覺得事有蹺蹊，而到達洛年身在之處—埡口山莊，出手傷及洛年卻反奪走武器後，逃離現場。
其後加入共生聯盟。
何昌國、何昌世
何昌南之弟。
蘇守洪
共生聯盟成員。
張士科
共生聯盟盟主，山東人。武器為雙短戟，以輔佐英明的虯龍之主統治人類，當一個名留青史的偉大宰相為目標。
陳青
共生聯盟副盟主。

#### 總門
段印
總門的教頭。噩盡島救人行動時的領導人。武器是朴刀。
呂緣海
總門「日部」部長。
在第十三集被虯龍族龍王母（命令其手下）所殺。
周光
呂部長的秘書，英俊非凡。在阻止洛年殘殺月部眾人時，反被注入闇靈之力，化為乾屍。
高輝
總門「星部」部長，是經脈修煉的高手。曾經在噩盡島以一人之力與刑天對抗。在洛年拯救狄純時與洛年纏鬥，後被洛年注入闇靈之力，化為乾屍。
牛亮、賀武
高部長的手下，兩人皆是修內炁，輕訣。
狄靜
總門「月部」部長。狄純親妹妹，已高達九十六歲。
原本與狄純感情融洽，漸漸掌權後反而更想利用狄純。
在第十三集被虯龍族龍王母（命令其手下）所殺。

#### 妖獸
麒麟（塔雅‧藍多神）
酖族的守護神，懷真故友。道號不明，身為天仙，卻因故滯留在人間，本體藏於「神居窟」之中，曾被沈洛年短暫喚醒，告知「不要讓體內炁息像一攤死水」的基本運行道理，道息爆發後帶著四名酖族女巫到世界各地救人、解決核污染。
燄丹
麟犼幼獸。修練爆訣、炎靈。三小中年紀最大。
原本把台灣當成是家，其後遇到洛年時，因自身天成之氣無效、又能隱約感應到道息，所以覺得洛年很奇怪，決定跟著他走，繼而認識懷真、山芷、羽霽。
道號是由懷真所取。因身上的顏色比其他麟犼深色，故取為丹。
與懷真等人一起探險，與山芷、羽霽一起修練。化為人形後是十二、三歲的夏威夷混血少女
母親名燄潮，奶奶名燄裂、阿姨名燄雲。
其後從祖姥燄華手上得到祖先遺留下來的寬劍。
山芷
窮奇幼獸（約一百多歲）。懷真稱之小窮奇。炁修柔凝。
與羽霽是由小玩到大的玩伴。天性喜歡「不可理喻之人」，所以經常黏著洛年。
道號是由懷真所取。因身上帶有紫紋，故取為芷。
化為人形後是八、九歲的金髮藍眼白人女孩。
母親名山馨，也頗喜歡洛年的味道。祖母名山蔭，曾祖母名山琅。
祖母抵達人間時給了一把釘耙狀的精器武器。
山蔭雖也對洛年的氣味有興趣，但由於認為洛年會令窮奇一族失控而下令禁止來往。
羽霽
畢方幼獸（約一百歲多）。懷真稱之小畢方。懂得用炎靈。三小中年紀最小。個性有點愛遷怒。
與山芷是由小玩到大的玩伴。不喜歡洛年，因為覺得洛年把玩伴搶走。
道號是由懷真所取。因身上的羽毛像睛朗的天空一樣，故取為霽。
化為人形後是八、九歲的黑髮東方女孩。
母親名羽麗，祖母羽青在小時候曾不小心燒了雲陽，導致兩族差點交惡，曾祖母名羽彩，一族與懷真頗有交情。
祖母抵達人間時給了兩枝柱狀的精器武器。
土
輕疾的本體。因洛年擁有闇靈的關係而現身，並提供免費的多功能輕疾。能回答常識性問題，也精通大地上的事（如文化、語言），但非常識性就不能回答，會以「此為非法問題」回覆；洛年試過一次有沒有另一種回答時，說出「這是禁止事項（出處：涼宮春日系列）」。
農摩
牛首族人。洛年擔任牛首族「神巫」時的助手。
姜普
牛首族的皇子，因洛年幫忙牛首族而贈牛精旗。
阿白（落葉之風）
狼妖王眾多妻子之一，仙狐一族。因為對狼妖王是因為喜慾之氣才喜歡她而感到害怕。趁白宗等人與狼妖族打鬥逃出族群，後以人形姿態（十八、九歲的南洋女子）被一心等人救助，但因此牽連一心等人。最後與狼妖王談妥，得知其心意，與狼妖王私奔。
狼妖王（踏沙之足）
阿白的夫君，白狼一族的王。因阿白的關係而追著一心等人。即使得知阿白是仙狐一族也不願意分開，甚至捨棄王的身份與阿白私奔。
敖旅
虯龍皇族。人形姿態是三十歲左右的東方男性，龍形是長達六、七尺長的青色四爪龍。
有兩名弟弟敖彥、敖盛。敖彥人形是皮膚稍白的二十七、八歲的青年。敖盛是皮膚較黑的二十出頭的年輕人。
在第十三集敖旅跟兩個弟弟為建立龍族威信而欲擒殺洛年，最後被洛年取巧擊敗。
翔彩
寓鼠族的妖仙，起初因雙生山魈一事而求助於白宗眾人。在得到洛年的幫忙下解決一族的危機，為報恩而護送白宗眾人。
其後為方便溝通，取得小純的精元化人。並指點白宗引仙者妖炁修練法以及教導小純飛行空戰的技巧。

#### 其他
沈商山
沈洛年的叔叔，電影導演。
道息爆發時失蹤，生死不明。
馮鴦、洪萱、洪綠、昌珠、羅紅
酖族的女巫。馮鴦是當時在噩盡島遇上的六人中最年長。年齡二十到四十歲不等。
在噩盡島時曾時用類似炎靈的咒術。咒器是黑色金屬指環。
道息爆發後不久，放棄換靈，在庫克鎮居住下來。
其後在12卷得知昌珠和羅紅成為了白宗引仙部隊的千羽支隊成員。
艾露
酖族的女巫。最年輕的女巫，通稱小露，登場時才剛成為女巫不久。
道息爆發後，全靈仙化跟隨著麒麟一起用光靈幫忙解決核能污染。
毛逸
酖族的主巫。眾多女巫中最年長。
與小露一樣接受全靈仙化，協助麒麟。
印晏哲
引仙部隊的上尉連長。四二九前是軍階少尉排長。
丁樹豪、陳淑妃
台灣的「臨時政府」的代表。陳是「民重黨」。丁是「人福黨」。
兩人皆主張不宜離開台灣，原因是認為道武門提妖怪的能力誇大（實際上是因為怕違逆民意，降低自身支持度）。
嚴勘威、梁明忠
是民重黨與人福黨暫時聯合組成的「市政府」裡的政治人物。
嚴勘威當選臨時市長，黨派人福黨。梁明忠是議長，黨派民重黨。
鄒彩緞，鄒朝來
洛年在噩盡島認識的台灣同胞。一家三口，性格樂天，過去以務農維生。
父親朝來是一個身材結實微胖、臉色紅潤的中年人。女兒彩緞約二十出頭，皮膚黝黑，壯碩爽朗，身高更比洛年高出半個頭。
兩父女對武道門有不同看法。朝來相信白宗，而彩緞認同何宗的做法，對白宗反感。
吳達，柯賢霞
吳達為吳配睿的繼父，柯賢霞則是她的生母。因吳達曾性侵小睿未遂，故小睿形容吳達是一個卑鄙、下流、無耻的大爛人。
第八卷時要求瑋珊替二人完全引仙（獵行）。其後吳達私自組織「白宗自治部隊」，以白宗之名到處收稅。
後來吳達嘗試出賣白宗助總門借虯龍之手除去洛年，事敗後被洛年強灌道息廢去修為。
基於不明原因，柯賢霞對吳達相當死心塌地，為了他甚麼都肯做。
狄純
為總門月部狄靜之姐。
起初是總門的傀儡門主，後來被洛年救出。
有白澤血脈的女性，外面只有十三、四歲，但其實是因為自八歲開始長期被逼服藥昏睡，導致外表年齡和精神年齡年輕(兩者相符)，實際上已有九十八歲。
其後得瑋珊幫忙進行千羽仙化，成為白宗門人。把生日定在十月八日，原因是這日脫離總門重生。
11卷時接受翔彩教授，學會寓鼠的飛騰術和習得輕訣。
文森特
月影團的成員，身穿黑袍的老者，成員中最為年長。至少懂得八種語言。魔法陣帶藍色光暈。
瓊
月影團的成員，微微駝背，戴著眼鏡的老婦。魔法陣帶艷紅光暈。
沃克
月影團的成員，身材削瘦的中年人。魔法陣帶橙色偏黄光暈。
基蒂
月影團的成員，二十歲出頭的女性。魔法陣帶紫色偏藍光暈。後得白宗幫忙得以煉鱗引仙。
杜勒斯
月影團的成員，十歲出頭的男孩。北平人，剛學習魔法不久。魔法陣帶白色光暈。
對狄純有好感。

### 第二部
仙界回歸百年，地球版圖早已重劃，冒險與戰鬥不再是故事，而是生存的手段……

#### 主要人物
沈洛年（沈凡）
裝備：天仙飛翼、火浣衣、血飲袍、吉光皮套；影蠱凱布利→龍涎珠；飛梭燈；魔法小抄;金犀匕、闇神之鏡(在最終卷以金犀匕及闇神之鏡出戰)
狀況：鳳凰換靈，修練光靈，魔法:三次契約(暗紅色，近似血)，根源魔法:占卜(因想尋得某人或某物而產生，洛年的情況為懷真)，以及自己研究出的瞬移魔法（個人、瞬間）。雙本源炁訣（三輕七柔），十八撩亂(雙匕招式)。吞噬道息，養炁道息
因鳳凰換靈而得到觀察本質的能力，也因此對他而言人與妖族的差異不大。
在沉睡百年後，理解精靈提示而於噩盡曆一百零二年十一月八日甦醒，外表依然是十七、八歲(精神倒是沉穩些許)。由圓足教院長艾露救起（身上有蝶兒）。沉睡期間精神被引至仙界，由精靈「告訴」他繼續活下去的方法。
在沉睡期間其思念體與精靈的長期接觸和交流使雙方的默契和關係非常強，不論是甚麼魔法，只要念完就能使用，即使發音極其不正也沒問題。本人魔力(精智力)也比普通人強上不少。不過因為嫌麻煩所以沒有背下多少咒語，而且溝通全靠精靈的理解，念咒速度快不起來，因此一般咒語在戰鬥中不常使用。
醒來時因道息幾乎全失，僅剩的少量道息給予凱布利便能引炁修煉，故能修練炁息。
因洛年已失去闇靈之力，后土便逕自取消跟洛年的破例服務，需用一般的方法召喚輕疾(後與后土條件交換，獲得僅限翻譯、通訊及醫療方面的多功能版輕疾)。
為了前往龍宮尋找懷真而當上光靈師以加入特別隊，與光靈締約而當上光靈師使身上炁息全無（魔法島之戰中麟吼燄華提供精血上承光靈，提早符合契約值）。為了不被白宗人士認出而留鬍子，並在艾露提議下化名沈凡。後來被誤會為沈洛年的兒子，知道他就是洛年本人的人並不多(十聖中也只有狄純，杜勒斯及葉瑋珊(知情不說破)三人，當中杜勒斯已死)。後因與懷真復合而向剩下的九聖表明正身。
沈洛年當上光靈師後以光靈之術加上血飲袍的獨特優勢，在戰爭中能夠迅速處置傷口，在多次戰役中救回大量傷患，被譽為「神醫沈凡」，後與犬戎族戰鬥時，以改變質量的能力在洞道中橫掃犬戎族，繼而獲得「怪力神醫」的稱號。
在百年前，當年沈洛年打敗虯龍、擊退來犯的犬戎、鑿齒、刑天等事被紀錄在歷史課本，甚至還有小說「闇神傳」，可惜數十年前絕版，僅狄純手上還有一本，並被人族傳為「初代屍靈之王」、「闇神沈洛年」，另有「縛妖神仙」之名。
重獲炁息後，經敖歡教導修得虯龍的修練秘訣（雙本源炁訣），修練三輕七柔（占卜得出）。
由於鳳體的兼容特性，加上與精靈溝通程度異常的高，而可以在修習炁息時依然能締結三次契約。
現時使用的武術為賴一心專為他設計的「十八撩亂」。
雖然有着相當好的女人緣，但因鳳凰的觀心異能，真正稱得上戀愛感覺的只有懷真以及年輕時的葉瑋珊和艾露，本人則只對後兩人有過感覺。最終和懷真確立了夫妻關係。雖未點明但和狄韻關係曖昧（最後似乎和狄韻成為夫妻）。
當初沈洛年體內只有炁息的時候已經能與妖仙搏鬥，後期加上化散炁息的道息，以占卜魔法作弊般地掌握住運用十八撩亂的招式，高階天仙以下，已無對手。（在最終卷秒殺十三隻犬戎族高等妖仙）
在最終卷以金犀匕出鞘大戰闇靈附身的屍靈王，並將其擊敗。
懷真
修練多年的九尾天狐，百年前與洛年相遇蛙仙島，為拿回洛年取走的渾沌原息，遂與洛年立下誓約。
百年前最後因洛年要擺脫闇靈能力，打破懷真閉關，犧牲自己拯救人類並與懷真解除誓約，懷真於解除誓約後誤以為洛年已死故封閉修練之地。
在第九卷與沈洛年重逢，並授予沈洛年仙狐族讓炁息與本命結合的修練方式。
變得特別會吃醋。第十一卷時離開閉關(為煉化百年前從洛年身上吸走的渾沌原息)。

#### 圓足教
艾露
百年後的現在成為光靈師。外表只有三十餘歲。
於六十年年前創立圓足教，並建設圓足醫院，救了不少人，十聖皆很尊重她。
艾露具備幫人半靈仙化的能力。
與縛妖派的兩位二代祖師有淵源，於百年前以姐妹相稱。
王橘
圓足教掌教。六十餘歲的白袍婦人。已跟隨艾露超過六十年。
于丹翠
把大鬈髮束成馬尾，身穿鵝黃色素服的女子。三十歲，對樂和之氣沒免疫力。相當畏懼妖怪及屍靈，但對遇上可愛的事物時很容易思慮不清。
圓足醫院實習醫生，已具有足夠能力考取醫生執照，但因一直想當光靈師助手故遲遲未去考取，後接受艾露提議當光靈師沈凡（沈洛年）助手。
於前住魔法島兼觀察祖返症患者一行時，再度成為沈凡的助手，並接受短期引仙（煉鱗，武器為雙鐗）獲得自保能力。
之後與精靈做二階契約習得根源魔法（特殊的空間傳送）
邱氏、杜氏
圓足教的光靈師，二人外貌只有四、五十歲。

#### 十聖
洛年於噩盡曆一百零二年時甦醒，聽到艾露對其解釋十聖在二十一年前（噩盡曆八十一年）鬧翻時，鬧翻原因十聖並未對外說明，故原因目前除十聖之外無人知曉，武尊首先離去，不知去向。燕仙與大魔導師避入宇定高原。電劍、鷹王、冰之女王以及護國雙刀的瑪蓮越過藍瑤河，尋地隱居。擎天塔便只剩炎之女帝、無敵將軍以及護國雙刀的吳配睿。十九年前（噩盡曆八十三年）應龍赤濤來襲，與人類兩方最終開打，女帝、無敵將軍以及護國雙刀的吳配睿三人無法抗衡，赤濤占據擎天塔，另外七聖聽聞消息先後趕來，最終合力趕走赤濤，十聖重歸於好隱居于擎天塔不問世事，女帝葉瑋珊自此開始考量遴選接班人。
誤認沈凡是沈洛年的兒子，當中只有連同死去的杜勒斯、葉瑋珊及狄純三人知道沈凡就是沈洛年本人。於第十集中因懷真向葉瑋珊等人透露古仙仙府的位置，繼而得知沈洛年化名沈凡一事。
武尊 – 賴一心
裝備：黑木長矛（精體武器）
狀況：內聚型，專修柔訣。無引仙
退隱前負責傳授引仙部對武技四十餘年，收徒無數，創出無數功法與招式，故獲得武尊稱號。
與葉瑋珊兩人結褵以來是人民眼中模範夫妻，生下六名兒女。
十聖當年反目的導火線為被吳配睿告知百年前瑋珊與洛年於船頭擁吻一事(實情為洛年強吻瑋珊)，繼而心生芥蒂，常年出城不歸。之後被張志文設局迷姦的事又被瑪蓮鬧大，而日後又因張志文補救失當，使得一心與瑋珊完全陌路，與瑋珊冷戰至今。實情則為賴一心本醉心武藝而未有好好地經營和瑋珊的感情，瑋珊也就借了這機會和他分開。
外表年齡近三十歲左右。
歲安軍團總司令（又稱炎之女帝、女帝）– 葉瑋珊
狀況：發散型，專修爆訣，修練炎靈。無引仙
因十聖百年前即呼籲修築歲安城，但因人民民心問題民選城主遲遲未修築，十聖等人隨後於噩盡曆三十六年七月發動政變，由女帝葉瑋珊統帥歲安軍團軍事政變，推翻民選城長統領人類，先花七年修築歲安城後花七年修築九迴山地下城，趕在虯龍保護人類五十年期限到期前即時修好抵禦妖族侵犯。
被沈洛年影響頗深。六十多年前葉瑋珊決定政變時，曾對眾人說過「別忘了洛年那『自反而縮，雖千萬人吾往矣』的氣魄。」（【注】：語出《孟子·公孫醜》，意爲：自我反省，只要合乎義理，縱然面對千萬人，也一樣勇往直前。）
本人一直自稱歲安軍事團團長，但人民私下稱呼其炎之女帝。
與賴一心兩人結褵以來是人民眼中模範夫妻，生下六名兒女，再下面還有十五個孫兒女。
外表年齡三十歲左右。於第七集認出洛年，但彼此都沒有說穿(因為即使相認了也無話可說)，現在對洛年的感情極為複雜。
於第11集末依照狄韻的猜測，早與武尊感情淡泊，另有情夫。
冰之女王（又稱冰后） – 奇雅
裝備：輕絨鏈
狀況：發散型，專修柔訣，修練凍靈。無引仙
女帝葉瑋珊政變時，領軍的四將軍之一。
外表年齡三十歲左右。髮型由短髮改為長髮盤卷成形，垂在後腦。輕疾名稱是『凍靈師奇雅』
嫁與電劍侯添良，但現在關係貌似已轉冷。
當年之所以會出城隱居，是因為她的能力可與炎之女帝葉瑋珊匹敵，導致那些失意的政客與投機之徒紛紛乘機游說。雖然本人並沒有意願，可是奇雅仍為了避嫌而出城隱居。而電劍侯添良、血煞刀瑪蓮、鷹王張志文隨即跟出。
鷹王 – 張志文
女帝葉瑋珊政變時，領軍的四將軍之一。
裝備：裝在足部的尖刺
狀況：千羽引仙，專修輕訣。
百年後，沈洛年再次見到他時，因不明原因，臉上戴著面具。
娶血煞刀瑪蓮為妻。可是在赤濤一戰後，與瑪蓮因故鬧翻，雖然為了十聖的形象而對外仍稱是夫妻，其實已形同陌路。其後更有意追求燕仙狄純，可是在眾人皆以為沈凡與狄韻是闇神沈洛年與狄純的兒女後，放棄追求。
個性變得非常好色，似乎時常出沒於山口鎮的酒氣大街。他因沈洛年而認為「絕招得先藏著，緊急的時候用出來才帥。」
因不滿瑪蓮時常把賴一心對妻子的忠貞與之比較，所以設局派人迷姦賴一心，以圖破壞賴一心於瑪蓮心目中的形象。為賴一心養情婦一事的主謀。
電劍 – 侯添良
裝備：窄刺劍（精體武器）
狀況：揚馳引仙，專修輕訣。
外表年齡五十歲左右臉上戴著面具。
性格和以住不同，變得謙沖溫和。因他認為沈洛年是『無欲則剛』的典範，「因爲他什麽都不在乎，自然不受任何威脅。」
初次重遇洛年時不知其身份，誤以為是縛妖派之人（其實就洛年的身分而言也算不上誤認）。
娶冰奇雅為妻，但現在關係貌似已轉冷。
無敵將軍 – 黃宗儒
女帝葉瑋珊政變時，領軍的四將軍之一，當時因為只有黃宗儒沒有稱號，所以當初職稱無敵將軍後來變成其名號。
裝備：雙棍（精體武器）
狀況：煉鱗引仙，專修凝訣。
外表年齡五十歲左右，嘴巴旁留著一圈鬍鬚。
輔佐葉瑋珊數十年，協助政務問題。
與吳配睿的關係為十聖中四對夫婦唯一沒帶半點戀愛成分的一對(第一部中提到黃宗儒暗戀葉瑋珊，而吳配睿因家庭成長背景拒絕愛上任何人)。卻是十聖裡最圓滿的，據吳配睿稱是因為互相體諒的心。
由於即便與吳配睿結婚後，疑似仍然放不下對葉瑋珊的感情。再加上是葉偉珊的左右手，於公於私都比較偏向葉偉珊，導致引起了吳配睿一絲的妒意，也是日後十聖鬧翻的主因之一。
燕仙 – 狄純
裝備：雙匕首
狀況：千羽引仙，專修輕訣。
十聖裡戰鬥力最弱的。
初次重遇洛年時一眼就認出是洛年。對女兒小韻過早變體一事十分在意。
當年因感覺十聖之間的氣氛改變，而與大魔導師杜勒斯一同歸隱宇定高原。其後於此生下狄韻，當回歸歲安城時因不肯說出狄韻生父是誰而遭眾人懷疑是武尊賴一心的私生女，雙方皆否定，後來狄韻和沈凡(即沈洛年)被誤以為洛年與她的孩子，但狄韻生父至今身份不明，在第八集第四章占卜得知為狄韻所不認識的人，在第十集第二章由懷真問出來對方名叫王方，其他資訊狄純都不肯說。王方疑似妖族天仙，懷真認為那只是化名。在十一集經沈洛年告知王方就是虯龍族的天仙敖歡，後似乎接受了虯龍一族的換靈
雖然在第一部中已被洛年多次警告，但本人也是喜歡一心的。
護國雙刀（血煞刀） –瑪蓮（此稱號為十聖中唯一的雙人一同共享稱號）
與小睿兩人皆不喜歡共享稱號，因此瑪蓮自己取名為血煞刀。
裝備：血煞刀（精體武器）
狀況：煉鱗引仙，專修爆訣。妖炁重點於右手。
外表四十餘歲。
後嫁鷹王張志文。可是在赤濤一戰後，與張志文因故鬧翻，雖然為了十聖的形象而對外仍稱是夫妻，其實已形同陌路。
護國雙刀（至尊刀） –吳配睿
與瑪蓮兩人皆不喜歡共享稱號，因此吳配睿自己取名為至尊刀，似乎是因為黃宗儒在線上遊戲裡的名字「至尊無敵」而取。
裝備：至尊刀（精體武器）
狀況：獵行引仙，專修爆訣。
外表四十餘歲。髮型由馬尾改為短髮。
輔佐葉瑋珊數十年，協助人事問題。
嫁給無敵將軍黃宗儒。據本人所稱，他與黃宗儒是唯一之間沒有愛情而結婚的(第一部中提到黃宗儒暗戀葉瑋珊，而吳配睿因家庭成長背景拒絕愛上任何人)，可是因互相體諒的心而使的兩人的婚姻是十聖裡最圓滿的。
個性也有極大的變化。因負責處理的是人事問題，所以個性變得較理性。也有一部分原因與沈洛年有關，因她認為「有實力的人，大可以直待人，不用虛僞客套，別人一樣會聽話。」
由於黃宗儒不管於公於私都較為偏向葉偉珊，引起她一絲的妒意。便在某一日有意無意的向賴一心吐露出百年前瑋珊與洛年於船頭擁吻一事(實情為洛年強吻瑋珊)，導致引起接下來的一連串事件。吳配睿沒想到因自己的一絲妒意會引起這麼大的事，在日後相當懊悔。
大魔導師 –杜勒斯
女帝葉瑋珊政變時，領軍的四將軍之一。
外表已是個老人了。愛馬名為飛絮，由狄純所取。
認出沈洛年（應該是出於血紅色的咒印光華），並誤認他是狄韻之父，沈洛年才將死睡百年說出。
在前往魔法島求援任務中，引開赤濤，精力大損，後又與狼人族長對戰，精智力耗損太遽，不幸隕歿。

#### 特別隊
起初為「女帝試練」設立的編制，共三組，一組最多五十人。
其後放犬戎攻入噩盡島時，女帝下令三人將隊伍擴張為一連四百人，三連合為一營。直屬軍團司令。其後共有五千人。

##### 狄韻連隊（特三營）
狄韻
裝備：白色的小金屬魔杖；影蠱小螳（雌性螳螂）
狀況：發散型，專修輕訣。修練凍靈，魔法中專練的是火系。
「燕仙」狄純於十聖鬧翻兩年間所生女兒，因「燕仙」狄純與「大魔導師」杜勒斯兩人並未結縭，而兩人也不願說明狄韻究竟是狄純跟誰的女兒，其後又在沈洛年的占卜之下得知生父並非十聖其中之人，故父不詳。除研習道術外還向「大魔導師」杜勒斯學習魔法，為少見的魔道雙修。女帝候選人之一。
外表只有十三、四歲，實際上已二十歲。
擁有一張甜美可人的笑臉，但因其表面功夫心中毫無笑意的假笑與氣息令洛年稍為反感。因洛年不慎看到狄韻裸體冒犯到狄韻，導致狄韻對洛年帶有怒意與殺意，一度衝動想殺死洛年。在一次被說不要假笑時更令其震怒，並以冰矢攻擊，但不敵洛年的時間之力而失敗，慢慢二人開始打開天窗說真話（但洛年依然有隱瞞百年前的事），而洛年不知不覺成為令狄韻以真正性格對談的人。
在狄純與洛年相認時在場，雖不知其身份為闇神，但因為狄純的說明不明不白，導致狄韻懷疑其為自己的親生父親。
身體因過早變體而無法發育，其後在山口鎮的稚喜堂植下甦䔄令發育重啟。
於第二部第七集猜出沈洛年的闇神身分，並獲得沈洛年口頭的既不完全承認、也不否認。
後得知其父為虯龍敖歡，故事後半段似乎和洛年發展了特別的情感。
安荑
武器為雙鐗，歲安軍校撼山專科畢業。
狄韻副手，特別隊的副連。於連隊變成特三營時成為四名隨官之一。
疑似具有白人血統，有著一頭黑髮，帶有禮貌性微笑的冰山美女。
小時與雪莉一同被大魔導師杜勒斯收養，陪伴狄韻在擎天塔中長大修練，與狄韻、雪莉情同姊妹，並同住在同一房間。
於犬戎族進攻中受傷得到沈洛年醫療而心懷感激，但因為誤會沈洛年與雪莉發生關係而對沈洛年不滿，後來誤會解釋後對沈洛年稍有好感。
雪莉
武器為雙鐗，歲安軍校撼山專科畢業。
狄韻特別隊的成員，於犬戎戰爭時為連隊中五名隊長之一。於連隊變成特三營時成為四名隨官之一。
白種人血統，有著一頭紅髮，性格豪放不羈，內心與行為如一令沈洛年欣賞，有意做些行為刺激狄韻與安荑，令沈洛年覺得她其實很聰明。
在沈洛年騎馬時，查覺沈洛年異，而對沈洛年感到好奇，後來與沈洛年聊天下覺得沈洛年可以交朋友，同時感謝沈洛年救治安荑，對沈洛年深有好感，甚至曾對洛年稍為表態，但洛年認為她內心還有更深的一面未對人展現。
從安荑與沈洛年談話中，了解雪莉因小時心靈創傷導致長大後性格一部分獨特。
盧智偉
於歲安軍校撼山專科畢業的軍官。稍矮的青年，經常掛著和氣的笑容。
狄韻特別隊的成員，於犬戎戰爭時升職為小隊長，統領約十五人的小隊，隸屬於紅坤隊裡。
紅坤
於歲安軍校撼山專科畢業的軍官。眼睛很大，古銅色皮膚。
狄韻特別隊的成員，於犬戎戰爭時的連隊中五名隊長之一。
在學時曾向安荑挑戰（因雪莉說安荑只與能打贏安荑的人交住），結果被揍。
蘇直
於歲安軍校撼山專科畢業的軍官。狄韻特別隊的成員。
羅鏡
縛妖派羅宗之人，身穿一身黑衣與蒙面，只露出雙眼，在狄韻小隊裡，後縛了一隻名為猙的妖。其後以猙為分身隨著狄韻小隊行動。於連隊變成特三營時成為四名隨官之一。
李允生
在連隊變成特三營時加入的營副。三十歲左右的青年，為魔法師，專練石系魔法。

##### 特一營
黃清嬿
裝備：銀色連鞘細長匕首
狀況：發散型。修練炎靈，七分爆三分輕訣。
「武尊」賴一心與「炎之女帝」葉瑋珊外孫女，「無敵將軍」黃宗儒與「護國雙刀」的吳配睿孫女，精研炎術。現年二十八歲，為五官清麗的美人，但和氣中隱透著精明，充滿著堅強與知性之美。女帝候選人之一。
為了把擁有強大戰力的沈凡(本人不知道對方即是沈洛年)留在歲安城來保護人類，嘗試和洛年交往，但實際上對他沒有戀愛的感覺。但這段關係很快就被洛年終結，原因是洛年指出清嬿沒有嘗試付出感情(事實上因為是剛和洛年重逄的懷真表示略有醋意，雖然洛年本就無意長期交往)。
姜希鳳
黃清嬿的隨官，為揚武兵。二十餘歲，身材修長，膚色黑褐的女子。
余憲馨
黃清嬿的隨官，為撼山兵。身材較矮，臉圓圖，看來有點憨厚的女子。
洪治平
特一營的營副。專修柔訣，武器為長槍，為易質轉仙者。患有「返祖症」。
性格穩重的男子。對清嬿有仰慕之心。
返祖妖化後身上透出長毛。
於第二部第七集由畢方協助完全返祖，為犬戎血脈，完全返祖後因為不能接受自己的血脈，而往東方跑走。
楊呈婷
黃清嬿的隨官。

##### 特二營
張如鴻
裝備：長槍
狀況：發散型。修練凍靈，專修凝訣，善用長槍戰鬥技法。
「鷹王」張志文與「護國雙刀」的瑪蓮孫女，「電劍」侯添良與「冰之女王」奇雅外孫女，除研習凍術之外也拜入「武尊」賴一心門下鑽研戰鬥技法。個性帥氣又爽朗，性格愛胡鬧但相當精明。女帝候選人之一，但實際上對司令之位興趣不大。
和蔣杰為戀人關係，但遭到外祖母瑪蓮的強烈反對(原因是她極不喜歡娘娘腔)。
蔣
特二營的營副。專修輕訣，武器為劍，為易質轉仙者。患有「返祖症」。
在前往魔法島求援任務中，遭狼人高手重傷，提早妖化以治傷。
外貌及言行略為女性化的男子，常遭他人投以異樣目光。和如鴻為戀人關係。
返祖妖化後炁息內外不分，可持續飛行。
於第二部第七集由畢方協助完全返祖，為畢方羽銀的後代。
黃詩舜
張如鴻的隨官，武器為雙鐗，輕柔雙修。身材稍高的女子。
在前往魔法島求援任務中，遭狼人高手擊斃。
高可茜
張如鴻的隨官，武器為雙鐗，輕柔雙修。短髮女子。
在前往魔法島求援任務中，遭狼人高手擊斃。

#### 妖獸
凱布利
沈洛年的影蠱，百年前不具備靈智與形體。品種為雲南蜣螂(糞金龜)。
因在沈洛年沉睡期間吸取其混沌原息（道息）修練百年，百年後具備形體與些微靈智。
在第二部第八集時敖容贈與沈洛年龍珠而沈洛年將凱布利與龍珠融合(因敖容的半逼迫性)，變成一隻有如手掌大小的七色蜣螂，進化後喜歡伏在洛年的頭上。
靈性比以往高，具有與龍珠相同的排斥炁息之能力，亦不畏懼火炎或冰凍。
能收斂道息並潛伏到敵人身邊。亦成為沈洛年空間移動魔法的標的物，讓沈洛年能隨時瞬間移動到牠身邊，等於只要凱布利貼在敵人身邊，沈洛年就能隨時近身而戰。
其後狄韻的影蠱小螳被放到其身上時，因同類的出現而高興。第二部十一集，在變成透明時因不明原因吞噬(或融合)了小螳。
麒麟（塔雅‧藍多神）
幫忙艾露探查沈洛年身體情況，並告訴艾露沈洛年醒後修煉之法。
敖旅
虯龍皇族。人形姿態是三十歲左右的東方男性，龍形是長達六、七尺長的青色四爪龍。
沈洛年甦醒後於九迴山碰到敖旅，敖旅希望能夠再次切磋以報當年被打敗的仇，後因沈洛年道息全無而作罷。
現在因為屍靈出現，而在人類九迴山之地駐守。
有兩弟—敖彥、敖盛。
翔彩
寓鼠族的妖仙，現因為屍靈出現，而在人類九迴山之地駐守。
赤濤
應龍妖仙，善用赤靈。找上歲安城命令人類交上大量財寶，但人類生活不像道息爆發之前優渥，而無財寶奉獻，後被十聖合力擊退。但仍不時跑到歲安城隨機擄人勒索，命受害者家人湊足財寶贖人。因歲安城地上鋪上息壤磚，赤濤不願接近地面亦不願與十聖正面對決，故都在天空攻擊擄人，若抓不到人即破壞民房。歲安城在赤濤騷擾時會發起「赤濤警報」。
在第二季第三集被一千多名魔法師施展「初級緩速咒」而被加上百噸重量而被制服，現與葉瑋珊立咒誓，保證不攻擊在擎天塔百里以內的人類。
之所以找上歲安城，因洛年在百年前「光顧」過赤濤的寶庫。
而赤濤發現葉瑋珊擁有的金烏珠（此為洛年贈送）和寶庫附近尋獲的人類衣服以及與洛年對陣時發現的火浣袍而更是一口咬定人類都是騙子，在被洛年一番追打後終於同意成為人族的守護神。
人形時為的紅膚大漢
羽霽
裝備：兩根短刺
狀況：靈妖，畢方一族。爆輕雙修，炎靈。
畢方幼獸，外表約十歲出頭的黑髮女童。於山口鎮擔任保鑣(將來鬧事的趕走)。對沈洛年有些許敵意。
母親羽麗，祖母羽青，曾祖母羽彩，玄祖母羽銀。
山芷
裝備：五齒釘鈀
狀況：靈妖，窮奇一族。柔凝雙修。
窮奇幼獸，外表約十歲出頭的金髮女童。於山口鎮擔任保鑣(將來鬧事的趕走)。雖化人已有百年，但說話依然帶著童音。喜歡纏著沈洛年。
母親山馨，祖母山蔭，曾祖母山琅，玄祖母山果。
燄丹
裝備：虯龍寬劍（從祖佬手上得到）
狀況：靈妖，麟犼一族。爆訣，炎靈。
麟犼幼獸。外表約十五、六歲的南洋少女。小麟犼四姊妹中的老大。
燄華
狀況：天仙（但未登記仙籍），麟犼一族。爆訣，炎靈。
麟犼妖獸，為族中首代。皮膚紅中帶碧，鬃毛潔白色。脾氣惡劣，愛打架，該族的名聲皆是焰華搞出來的，在該族繁衍至第三代時才開始畫下地盤和定下規矩，自我收歛。
在應龍赤濤現身於地盤邊境時出現，後誤以為赤濤進入地盤而出手，但卻因妖仙燄烈與燄碎勸說因規矩不能動手，似乎不太記得自己所定下的規矩。因赤濤挑釁說出「如保定人類就不放過你們」而保定聲稱「拜訪」的杜勒斯等人。
之後看在三小的份上幫助洛年守住魔法島。
母親為麒麟素紋，父親為虯龍敖容。
於第七卷給予沈洛年麒麟胎血使其能提前引炁。
與懷真關係不好。第八集第二章敖容說明原因：敖容和素紋約定過，這孩子由他養大。一開始雖然燄華脾氣有點急躁，大家還是挺疼他，但從王母帶回懷真之後，焰華發現自己沒有母親，和別人不同，整天亂發脾氣，而懷真當時已經是個漂亮女孩了，嘴巴又甜，兩邊這一對比，就沒有人願意理焰華了。
羽銀、山果
畢方天仙、窮奇天仙。
敖歡
教沈洛年三輕七柔的修練秘訣，虯龍天仙。個性跟賴一心一樣爽朗正直，守不住別人秘密。後來在龍宮內宮時幫助洛年尋找敖容傳話給龍王母。
為狄韻的真實生父，狄純之夫。當初在定宇高原上遇見化名為沈燕的狄純，他化名為王方並纏了狄純三個月才得以與之交談，追了一年才成功取其為妻子。不過就在狄韻剛誕生之時就發生赤濤強攻擎天塔之事，敖歡因當年龍王母應允沈洛年不干涉人族事宜而無法答應狄純的請求一起去幫忙，導致狄純負氣獨自帶著狄韻回歲安城。雖然敖歡在暗處看到十聖成功擊退赤濤，不過就在這時卻因龍宮要封宮而被招回，日後敖歡再次溜出龍宮想再用輕疾連繫沈燕時，卻因狄純已將輕疾名改回而無法連繫，自此失聯。
靈海
狙如一族的妖仙。山口鎮論劍館的保鑣，人形是白種人大漢。
計楚
蛟龍妖仙。四兄弟中的大哥，三名弟弟分別名計孟、計表、計羅。
因失賭場的錢（一百五十億噩幣）而受命論劍館對付洛年。
敖容
虯龍天仙，燄華的父親。人形是虎背熊腰的大漢。是一名實驗狂。
因犯錯而受囚於內宮中。在從洛年得到燄華的口訊後，把其中一粒龍涎珠送給焰華，以及把另一粒送給洛年，在得知洛年的持有影蠱時，半硬性地把凱布利塞入龍涎珠，希望立刻能看到實驗結果。
懷玉
仙狐妖仙，外表二十餘歲的東方女性。稚嬉堂的負責人，另在鎮上設有初露堂和摘艷堂。於第八卷答應沈洛年轉告懷真百年前洛年並沒有死。是杜勒斯的仙狐愛侶。
龍王母
為四海之尊，虯龍族的王。第一部答應洛年保護人類五十年，第二部中因為千年一次的生育時期所以在二十年前關閉龍宮。
原型為百公尺長的龍。
蛟龍王公
蛟龍一族之首。姿態為頂著金麟龍頭的五層樓高人型。對自家的孩子十份嚴格。
黑石
應龍天仙，善用雷靈。一族中最有錢的龍，被其他龍（如赤濤）所尊敬。在第一部十一集被主角騙要保護人族五百年，而五百年過了也一樣不能對人族出手。因為不小心在一次吵架中失手打傷妻子銀嵐而躲著她的魔掌。聽說這對夫妻倆的事件在當年是傳遍天下（連一直在龍宮內功修行的敖歡都知道）。
赤雪
剛修練成天仙的應龍，赤濤的姐姐，善用凍靈。當初因為聽到朋友說弟弟被沈洛年打傷而跑來教訓赤濤。但在跟沈洛年對打的時候，發現他不弱又使用魔法之後就拜託洛年幫忙她與精靈契約，並也告訴洛年關於精靈與心念魔法的事。定締後魔法光色是銀紅。
銀嵐
應龍天仙，黑石的妻子。因為當初家中擺設不合失手打壞黑石的幾個寶物，卻不小心被黑石打傷之後銀嵐就立誓以後抓到黑石後就誓要把他的所有寶物都打壞。
習慣於身上抹上丹木膏，每當黑石離遠聞到這味就立刻聞風而逃。
人形為三十歲出頭，身穿紫色服飾的白人女子。

#### 魔法島
基蒂
月影團團長，魔法島的統治者。在離開歲安城時與杜勒斯發生誤會，後在杜勒斯探訪魔法島時皆不與之會見，導致誤會一直未能解開。於第五集結尾傳出被刺身亡的消息。(被化為人型的黑石所殺)
昆廷
月影團副團長。七十餘歲的黃鬚白人。
亨利
昆廷之子，母親名果英。約三十歲的金髮白人，高俊挺拔的俊男。根源魔法是食物魔法。對狄韻頗有好感。
凱絲
四十出頭，樣貌平凡的女子。魔法光色為黃光。根源魔法是束縛魔法。
戴維
褐髮的結實男子。根源魔法是空間移動魔法。
美寧
燕島上的四名巫師長者之一。頭髮為銀白色，無鬚，臉無笑容的老者。魔法光色為白色。
寡土、白汀、艾波
燕島上的另外三名巫師長者。寡土臉上帶有一大棒白鬍子，臉色和善的老者。白汀身材稍肥。艾波身材稍矮。

#### 其他人物
李翰
原被認為第二代屍靈之王，於噩盡曆五十多年妖怪攻打人類歲安城，人類情況危及時對外宣稱受到第一代闇靈之王囑託，自願成為屍靈之王並把三百名親信兵變為屍靈後，成功打敗妖族後擁有數十萬大軍，並在強大妖仙趕到之前率領屍靈大軍退避九迴地下城。
第十一集被眾天仙所殺，促成屍靈王大成（闇靈附體），使沈洛年發現劉巧雯才是真正的屍靈之王，李翰為巧雯首次也是最後一次所製作的殭屍，而李翰本人得到的闇靈之力比身為王的巧雯更多。
梁乃均
憾山軍校總競技大賽冠軍，因此跟當時是校花的安荑約會了四次因而愛上安荑。本身將洛年當成情敵，說話非常咬文嚼字，安荑說是因為他是「語學家」的關係。
軍階為統校，常用武器為長槍，劍與雙鐗也皆會運用。「返祖症」患者之一，為軍中此症年紀最大者。
於第二部第七集由畢方協助完全返祖，為牛首妖血脈，具奮勇之氣。
侯秋紜
張如鴻母親，侯添良和奇雅的女兒。約五十餘歲，是歲安城四將軍之一。
何昇
軍階將軍，梁乃均的上司。
葉萱
山口鎮居民，在賭場擔任招待的長髮女子。
吳苡
於山口鎮的「稚嬉堂」(仙狐族開設)工作的三十餘歲圓臉女子，帶有收斂著的妖炁，推測是微靈仙化者。
雖是在稚嬉堂工作，但對被種入甦瑤之稚女的未來很重視。
昌華
昌宗宗長，仙資司的司長。負責『寰宇妖仙譜』的編纂，是人族中可問輕疾常識性問題的三個資格之一（另外兩名是女帝以及武尊）。
紅鑽、張季
紅鑽是論劍館的首席招待，受到換靈的三十歲上下女性，於第二部第八集因綁架狄韻一事被沈洛年砍下頭顱。
張季同樣是論劍館的換靈者，仙化程度比紅鑽高，外表不到二十歲的女性，曾至歲安城刺殺黃清嬿，在被逼問的過程中觸動契約身亡。
賴幽儀
武尊賴一心和女帝葉瑋珊六名兒女其中一位女兒，為歲安城三大魔導師之一，專練火系。
劉巧雯
李翰的妻子。本作中真正的死靈之王，多年前碰巧撿到當年洛年丟到湖裡的闇靈法器，在幾十年後變成死靈之王（因不知使用方法導致幾十年才成功），但因為無法像洛年一樣維持原樣後來在李翰的安排下裝死躲了起來。
在第十一集中李翰故意被眾天仙所殺，讓劉巧雯被闇靈附體，依照闇靈的說法劉巧雯變成死靈之王時只有製造骨靈，後來不知為什麼將李翰變成殭屍。
洛年並用空間移動能力（心念魔法）與之纏鬥，最終成功擊殺屍靈王，是后土所見以來第一次擊殺受到闇靈附體屍靈王

## 設定

### 世界觀
渾沌原息
元初生命之力。高濃度凝聚能化散任何炁息。除了能開啟凡界和仙界的通道，浓度还会直接影响两界之间的联系。
是妖怪生存必需的物質。濃度太少會不舒服，太高會無法承受。
道息
即渾沌原息，道息是人類的叫法。第二部中部分妖族亦稱渾沌原息為道息。
孔道
道息（渾沌原息）凝聚而形成連接仙界與人界之通道，妖族可藉之通行往返兩界。
仙界
隱約與現實世界重合，可理解為不同次元的平行空間。
第一部懷真口中與第二部龍王母告訴葉瑋珊，仙界道息濃郁致使大多數妖族無法承受，在仙界都沉眠狀態，等鳳凰來到人間後仙界道息下降，妖族才醒來並重新尋找通道返回人間。
玄界
不同於和凡間若即若離的仙界，而是單純的另外一個世界，那個世界龐大無比卻沒有距離；似乎存在了無限長久又能保持在那唯一的剎那，總之是一個和現實完全不同的空間。
打開玄界之門後，以心意為標向，可以和玄界任何一個地方連繫，也可以找到任何一位玄靈使用所謂的道術和咒術。

### 人類仙化
仙化後身體會作出改變，除了比一般人類強壯外，體內也會作出改變（如艾露就是心臟比一般人大了一半）。
如果在仙化到一定程度前，身體已開始老化的話，實際壽命不會比一般人長很多。
轉仙三法（第二部中增加一法，改稱轉仙四法）
- 換靈：高階的仙化，需有高等妖仙或者神靈相助
  - 又分微靈仙化（半靈仙化），全靈仙化。沈洛年就是全靈仙化、酖族女巫們是微靈仙化。
第二部中艾露對沈洛年談話中說出自己可以幫人半靈仙化，根據艾露說法半靈仙化是將自己體質因子融入對方體內，使對方逐漸改變。
  - 第二部中畢方天仙羽銀和沈洛年談話中表示，換靈的效果會遞減，不如血脈延續純正。

- 引仙：又稱入妖，先化為妖，再以妖怪的修煉方式來成仙。
  - 煉妖方式與蠱術類似，例如千羽就是以鳥的羽毛和血，而加入妖質煉成，再以其進行仙化。
  - 依據初期的妖化程度分為:
    - 假妖引仙:為不完全型，可以在一段時間內具有引仙效果，但之後會失效且學習不到炁訣
    - 真妖引仙:完全型，無不完全的缺點，但也意味著無法輕易更改修行方式

  - 有四種妖化型態選擇
    - 獵行：矯健，迅速有爆發力。仙化後身體會冒出綿密的短絨毛。
第二部中獵行引仙之人，有一部份是修練輕柔炁訣配合獵行引仙，搭配武器長槍組成「揚武部隊」。
    - 煉鱗：力大雄壯，體堅具韌性。仙化後身體會角質化泛出鱗片。回炁速度最快。
在第二部中修柔凝炁訣與煉麟引仙的人使用雙鐧組織「撼山部隊」。
    - 揚馳：體健迅速，有耐力，但力氣和爆發力不足。適合長跑、追蹤。
在第二部中揚馳引仙之人在軍隊中擔當斥候職務，另有組織「無跡部隊」。
    - 千羽：體小骨輕，臂化為翅，可長久翱翔。妖炁最弱，化為翅的手也不便攻擊。適合偵查。
在第二部中千羽引仙之人在軍隊中擔當偵察職務，另有組織空中戰鬥的「鬥天部隊」。

- 易質：道武門謂之變體，需要大量妖質來進行，藉由逐步吸收妖質而逐漸仙化
  - 因為有一成左右的失敗率而被放在三法之末，失敗者會失去意識直接化為妖怪
  - 煉妖：易質第一步驟，提煉妖質
  - 變體：吸收妖質，完成易質
  - 引炁：以道術聚集道息，開啟門戶將仙界之炁引入體內，因此修練初期內聚型需發散型協助引炁入體。
  - 易質可以被迫出妖質的，但完全迫出之後就無法再進行易質。

- 魔法仙化：藉由締約儀式的二次締約與三次締約(後者對人與精靈的連結的要求相當苛刻，大部分人都做不到，但洛年憑着一百多年的昏睡間和精靈的長期交流輕易達標)不僅能增加與精靈的契合度，更能讓精靈調整締約者的身軀使其逐漸仙化，其中第三次締約之後仙化的速度會提升一個層次。
  - 這種方法是在應龍放棄魔法後發現的，只有魔法島上的魔法師得知，此外已用了以上三法之任一的人無法進行二之締約，但若擁有極高的炁純度(例:鳳凰換靈的洛年)則不受影嚮。

體質
- 發散型
  - 專修派的會專修外炁，聚炁於喉。

- 內聚型
  - 專修派的會專修內炁，聚炁於腹。

關於『返祖症』
患者皆無法引仙仙化，只能以易質方式變體。是四十年内（約是噩盡曆60多年）開始出現的狀況。
原因是祖先中混有妖族，導致後代持有少量妖族的遗傳因子，也因為這原因而導致無法引仙。
在道息豐沛的地方生活，妖族因子開始改變患者身體，漸漸產生類似仙化的效果。
現時軍隊中有8人患有此症。

### 修練方向
道武三天
古代道武門修行要訣總稱。
- 道天:即唯道派
  - 可使用玄靈之力，需要為發散型才能與玄靈立約
  - 唯道派大部分道咒術失傳，沈洛年自雲南酖族取得道咒總綱抄本後轉交葉瑋珊，懷真曾指點白宗修練。

- 妖天:即縛妖派
  - 特點是不引炁入體，並可操縱妖獸
  - 方法是以妖質之氣透入妖獸體內，入侵其靈智，與其鬥法，勝利才能控制牠，固不適用於高智能妖獸。操控者能以妖獸的感官觀察世界，並操縱其身體。
  - 第一部中已失傳。第二部中重現世人面前，沈洛年進距離觀察過縛妖派羅宗羅鏡施術過程，認為其類似煉製影蠱的蠱術，藉由酖族原本的蠱術再創縛妖派。

- 內天
  - 專修內炁。

仙界重合前
現時只有剩下兼修派和專修派。
- 兼修派
  - 道武兼修，好處是一個人也能對付妖怪，壞處是兩樣也不精。
  - 修練方法與專修派逆法而行。但道息濃度提升之後炁息運行方式會回歸正常運行法而失效，推測第二部中已失傳。

- 專修派
  - 走專精路線。內聚型偏向武術，發散型偏向道術。專修外炁或內炁，特點是發散型和內聚型需一起行動

炁訣
共四種，爆輕柔凝。發散型易修練爆輕柔，內聚型易修練輕柔凝。可專修也可雙修。道息濃度高時會有類似光譜的顏色
- 爆 （紅色）
  - 相當於物質的離子態。破壞力、爆發力強，但不容易連貫，也有持久力不高，防禦力低的問題。

- 輕 （橙黃色）
  - 相當於物質的氣態。銳利且移動速度快。攻擊力和防禦力不高。

- 柔 （綠色）
  - 相當於物質的液態。攻擊力略強於輕訣，速度略慢，可承接化力。

- 凝 （紫色）
  - 相當於物質旳固態。防禦力最高，攻擊力強，速度慢。

血饜蠱術
- 飛蠱—具有靈智，可縮小隨身，可藉精血脹大。
- 身蠱—可鑽進敵人軀體，將之咬噬而死。
- 影蠱—幾近無智，妖炁低微。沒有形體。洛年的凱布利就是這等級。

### 道咒相關
道術
可分兩種：
- 與玄界無關，單純運用外炁變化達成目的。
- 打開玄界之門為基礎，可將外炁儲存到玄界的空間，需要時再引出力量。

玄界之門
聯繫的玄界「門戶」，由渾沌原息震盪開啟
開啟方式：用炁凝聚一圈圈淡淡的立體波紋組合成環，編織成顛倒圓錐，引發圈內渾沌原息震盪
咒術
可唸咒使用玄靈之力。
玄靈
存在于玄界的靈体。有很多種，每種的溝通方式都不同。有些可以共用，有些会互斥。
現時已知五種會互相排斥不能兼修。此五種中唯有和闇靈立約不須為發散型。
- 雷靈 已知使用者：懷真、磨齒者（第二部）、黑石（第二部）、敖冷（第二部）、敖言（第二部）
  - 威力大，但消耗也快，不適合人類修煉。
  - 大量雷靈力與炁息融合可化為電蛇（威力極大）。

- 炎靈 已知使用者：葉瑋珊、白玄藍、焰丹、羽霽、黃清嬿（第二部）、焰華（第二部）、敖歡（第二部）
  - 使用時會有大股火焰和熱流衝出。與爆訣並用會變成炎彈，施展爆閃能加快速度。
  - 達到一定程度會生出火鼠，造成增益效果，自動擴大範圍。
  - 大量炎靈力與炁息融合可化為火鳳（威力極大）。

- 凍靈 已知使用者：雲陽、奇雅、張如鴻（第二部）、狄韻（第二部）、赤雪（第二部）
  - 可放出低温寒氣，凝出水分（數人施展甚至能降雨）
  - 使用時會有大股寒流衝出。與柔訣並用會變成冰柱。與輕訣並用會變成數量多、範圍大的帶寒氣的炁矢。
  - 達到一定程度會生出冰蛇，造成增益效果，自動擴大範圍。
  - 大量凍靈力與炁息融合可化為冰鯊（威力極大）。

- 光靈 已知使用者：麒麟、艾露、沈洛年（第二部）
  - 與光靈締約，每日需把吸收的炁交給光靈，故擁有光靈者無法使用炁，導致很少人願意與光靈締約，好處是每日有固定的光靈能量可供使用，光靈之力可用於醫療，當交給光靈的炁累積到光靈認可的量，即可不用再把炁交給光靈重新累積炁，且可以運用光靈之力攻擊，故目前使用光靈者除麒麟因壽命長遠已達條件和用麒麟胎血與光靈立下血證重新擁有炁以外，其他使用光靈者炁都接近無，洛年在2-6用首代麟犼燄華的麒麟胎血與光靈立下血證，故十幾天後即擁有炁息。
  - 光靈醫療能力分為「活化」活化他人身體機能，加快復原速度，但此能力非常耗元氣，被施術者須好好調良補充營養、「凝結」凝結傷口止血、「探查」此術可發出足以改變物質波動的光波，在此術影響範圍內使分子間產生同步振動，進而使物質產生可見隙縫，使物體變半透明狀態，至於光靈的攻防法門，須等滿足光靈契約值後，才會由光靈主動教導。

- 闇靈 已知使用者：沈洛年（第一部）；劉巧雯（第二部）
  - 需以具有類似乾燥能力等闇靈法器為媒介找到闇靈。必須以生命力（一般可解釋為生命力和精智力，而這兒所指的是精智力）置換成闇靈之力，使用時不必用到炁，但使用者會因生命力被置換變成活死人。使用者有兩種方式增強自己，一個是直接殺高智生物，抽取對方生命力給闇靈，自然會換得相對應的闇靈之力。另一個是讓對方也獲得闇靈之力，成為自己的手下，當手下把敵人生命力轉變為闇靈之力的時候，一部分會變成自己的，手下的強度由小到大為分別為骨靈、殭屍、旱魃。骨靈是抽取對方生命力而是作成，故沒神識，而殭屍是被使用者賜與闇靈之力，能製作骨靈。旱魃同樣能使用闇靈之力作出殭屍。這種方法由於其一層層抽成的特性，被洛年戲稱為「老鼠會」。

咒誓之法
於兩方同意下，借着炁息請玄靈保証两方守誓，立誓後會以咒戒（如血冰戒，顏色會因玄靈有所不同。）方式呈現。假若違咒會反噬。（如血冰戒違誓會受冰針穿心。）
也可以借着兩方咒戒和玄靈的聯繫找到對方的方位。

### 妖獸相關
妖質
由妖怪屍體以道術所提煉出的物質，變體與引仙都需要用到。
推測為體內所凝聚的妖炁聚合體。
其中以原形妖最容易擠出妖質。
妖炁
妖所發出的氣息，也是妖的主要構成成份及力量，其聚集處是弱點，越高境界之妖的妖炁越純(人類為鳳凰所造除外，本質就是純的)。
妖
原型妖
- 最基本的妖，妖炁的集合體

融合妖
- 開始有智能的妖。

繼原型妖、融合妖後分為兩種體系，分別在於修練方向不同，本質無異。
妖仙系—生靈成妖
- 靈妖
  - 融合妖開始精化，智識漸高的妖。

- 妖仙
  - 靈妖修行達到一定階段後，可將體內的炁息本源能凝結如實，能納入體內所有炁息，並能隨心意催動炁息來往仙界，使體型産生變化，此階段稱為妖仙。
  - 這階段的靈妖大多都會取道號，但有道號並非就為妖仙(請天仙幫忙取道號者，例:燄丹、山芷、羽霽)。
  - 一定程度的妖仙，可以再玄界凝立門戶，擁有自己的玄界空間
  - 高等妖仙想提升自己能力、強度、壽命，要靠凝聚原息來精粹自己體內的妖質

- 天仙
  - 妖仙繼續修行達到一定階段後，即可在玄界中預存炁息，此階段稱為天仙，懷真就是這種等級。
  - 一定程度的天仙可以將門戶的妖炁可以煉化成實體。

- 上仙
  - 天仙繼續修行達到一定階段後，就可稱為上仙，例如白澤就是上仙

妖精系—物質化精
- 分始精、元精、高精三個層次。

妖獸族
為妖族中靈智較低、較偏獸性的一類。如梭狪、白狼。
仙獸族
高級靈智，但族群數量少，外型、生活及群聚方式都較偏獸類的妖族。大多單靠普通繁殖(傳承修為)就能保證後代至少是妖仙。例子有窮奇、畢方等。
妖仙族
不屬以上兩種的妖族。也可以說「妖仙族」這名詞，包含所有不同的妖、仙、精、怪。
同時也是各種妖仙精怪的泛稱。
遠古妖獸（簡稱古妖）
為壽命較長、歷史悠久，也比較強大的妖獸族。
神
妖仙中決定為大家服務某件事的傢伙，就尊稱為神。
四大原始古仙
自然的古仙。另外鳳凰也是古仙，但不是屬於原始古仙。
世上物質的基本規則都是由他們所制定。
五大古仙
是指鳳凰與另外四位古仙。
「王者」、「皇族」
王者是指繁衍中偶然出現的強者，皇族是指種族血脈的起源。這兩種大多會成為種族的領導者。
關於仙獸化人
一般需得到人類女性精元，方可化人。其最大好處是能使用任何武器，而優秀而合用的武器多比妖族本來的身體的武器(爪牙等)強。
關於仙獸繁殖
只有女性也能有孩子。而雙方不同種族也能繁殖（如差異過大會以人形交合），孩子的種族由母親決定。
而部份種族父母雙方會把一部分能力轉给孩子。此類的孩子由於得到父母修為而出世就在靈妖頂端。
道號
妖族晉昇妖仙、登錄仙籍所登載之稱號，妖力未足以晉昇妖仙之特定仙獸種族，可由天仙以上的妖仙先行賜與道號登錄仙籍。
輕疾
融入世間大地的土之高精（后土高精）的分身。除了送信、通訊之外，還能用於語譯。可藉由現任使用者命其「分身」複製傳給新的使用者。
通訊時必須知道對方正確的登錄名稱。有些區域也無法使用其通訊功能，比如龍宮中的內宮。
又分為基本型和多功能型。送信除了信件外，還能送一些輕便的貨物（如衣服），但相對耗炁較大。
通訊一般可使用視像通話，外型可為騎著黃馬的黃色小人，也可以化為通訊對象的外型。同時也可將小人縮小至可藏在耳中的大小，方便攜帶。
可經由邀請方式建立或加入通訊群組，並且另有隱身(匿名)功能。
多功能型輕疾在會話對應上比一般型更靈活，且可以回答地上所知的常識性問題，但只有種族中的最強者與統領者每五年才能得到十分鐘的發問權。
原型是慶忌。
天成之氣
妖仙天生所有的氣息。
- 仙狐—喜慾之氣—容易令其他種族動愛慾，方便狐族採補修煉。（懷真則反行其道絕情絕慾，才能修得天仙之境）
- 麒麟—樂和之氣—減低其他種族的敵對意識。
- 吉光獸—忘形之氣—讓人察覺不到。
- 虯龍—尊伏之氣—讓人服從、聽命的氣。
- 牛首妖—奮勇之氣—（在與龍族的戰爭，戰敗後失傳，但在第二部第七集，於返祖後的梁乃均重現）
- 麟犼—攘妖之氣—使一定程度以下的生物產生恐懼感

龍族—敖家、計家、應家
敖家霸。計家凶。應家惡。敖家潛海，計家飛天，應家據地。
結果敖家上岸，應家被打到歐洲。

### 魔法相關
精靈魔法
由西方應龍所創的術法以精智力與精靈交換契約，提供不同能力，並教授給人類。但由於能學會的人很少就放棄了，這是其中一種原因，第二種的原是因為當初應龍創造精靈魔法的目地並不是魔法，而是為了與精靈溝通得到永恆變精靈（只由天仙才辦的到）但在上次得仙凡重合時有十名應龍天仙嘗試在仙界化成精靈有五個失敗，從此以後這種速成之法應龍族就沒再用了。
。
精靈
強大而沒實體，只能留在仙界不能到人間。但其實是由得到永恆的妖怪修煉而成的，先修練到上仙再慢慢修練成為精靈這是比較安全的方式，但花的時間較久也不一定會成功在凡間的行動還會受到影響。
魔力
即精智力
越聰明，越年輕，越容易納聚、恢復。
消耗過量會頭痛甚至昏倒。
冥思
與精靈溝通的方式，可以用來恢復魔力也可以在幻境中與精靈創造魔法或心念魔法。
魔法文字
共有二十四個。
締約儀式
以締約用魔法陣來與精靈締約，一部分的魔力借著魔法陣散出，以之吸引精靈前來，精靈和締約者內心深處的本質有某種契合，才會願意簽訂契約。
締約後會有專屬的精靈。
締約完畢可能因魔力消耗而頭痛甚至昏倒。
第一部中文森特所畫的締約魔法陣，爲一次締約，由應龍所創。
第二部中在燕島上進行的是三階精靈契約魔法陣，由魔法仙人美甯改良。
締約方式差異(第二部)
- 歲安城—應龍的契約魔法陣(單純一次締約，由113個字組成，一字也不能錯)，二次締約因為其限制而尚未實行。
- 魔法島—淘汰掉應龍的契約魔法陣，創了新的三階段精靈契約魔法陣，且同時進行一次締約和二次締約。

三階段精靈契約
一次締約：尋找屬性相合的精靈。
- 普通人會因魔力大量消耗而昏倒。
- 限制:擁有足夠魔力。

二次締約：增加與精靈的契合度，能在冥想過程中讓精靈調整自身的身驅逐漸仙化，並產生一個根源魔法。
- 需要的魔力量並不是特別大。
- 限制:二次締約必須由通過三次締約的魔法使主持；接受二次締約者，體內不能有炁息，但若擁有極高的炁純度(例:鳳凰換靈的洛年)則不受影嚮。

三次締約：仙化速度再度提升，與精靈的聯繫由言語轉為心靈。
- 會大幅度調整體質，直到耗盡魔力為止。
- 限制:體質變化、精靈感應、魔力達到一定程度。

魔法光色
精靈和締約者內心深處的本質有某種契合，才會願意簽訂契約，而這個本質會從光色中顯現並產生不同的魔法光色。
魔法光色是締約那一刹那，精靈炁息與身心狀態共振顯現的一種適當波長。
魔法之力是仙界精靈所施展，魔法使的身軀是聯繫的橋梁，而仙化程度越高身體與仙界的聯繫越強，因此仙化程度越高光色越複雜，所以一般人類只有八色(紅、藍、黃、白、橙、綠、紫、黑)，強大的龍族擁有特殊光色。
人類魔法光色
有八色：紅、藍、黃、白、橙、綠、紫、黑
其中有四個基本原色紅、藍、黃、白，代表不同個性，各自有不同的優點和缺點。
- 紅色—優點：熱情、膽識、勇氣；缺點：狂野、粗疏、暴躁
- 黃色—忠誠、勤勞、敦厚
- 藍色—精明、冷靜、公正
- 白色—自信、抱負、節制

橙、綠、紫位於兩色之間
- 橙色—紅、黃之間
- 綠色—黃、藍之間(推測)
- 紫色—紅、藍之間

本質偏黑的人較危險，所以不會傳授此人魔法。
- 黑色：無序、失控、破壞

口誦魔法咒語
如守護陣咒，是由一開始的起始咒、守護陣咒和強度咒所組成。
當與精靈交流到某一程度，可慢慢簡化省略起始咒，甚至變為心靈溝通。
咒語
起始咒
- 美纳姿‧（施咒者名稱）‧恩所兹‧佩索

美納姿意指「自己」，恩所茲是「言語」，佩索是「超自然力」，全句加起來解釋是「藉我（施咒者名稱）之語，釋放魔力」
強度咒
- 戴格：增強（一級）
- 肯納茲‧戴格：增強更多（二級）
- 蘇里薩茲‧肯納茲‧戴格：增強最多（三級）

無強度咒為初級
終結咒
- 意沙

基礎三咒
- 守護陣：歐爾‧歐索‧烏登
- 風移：瑞多‧耶瓦姿
- 緩速：希葛‧哈格爾

以下咒語為魔法學院中級班分組之後才會課程
- 石術：固定耗魔型魔法。施術時空間會產生裂縫，從仙界掉下拳頭般大小帶著淡淡的炁的石頭，掉落一段距離後即回到仙界。
  - 單體巨石咒：石術中的最基本術法。咒語是菲胡‧歐索
  - 落石陣：基礎範圍魔法

- 風術：比率耗魔型魔法。施術時會產生一陣旋風，旋風內含數十百道含有銳利的炁的風刃。
  - 風刀咒：基礎風系魔法
  - 風刀陣：基礎範圍魔法
  - 顛倒翻轉咒：結合翻轉、緩速、推移的複合型魔法，可在近距離戰鬥中一定程度干擾對手行動。

- 火術：固定威力型魔法。施術時會產生兩股無色無味得力量，兩股力量在空中碰觸，會產生類似點燃的氣爆。
  - 烈火咒：基礎火系魔法
  - 烈火陣：基礎範圍魔法
  - 燎原咒：高級火系範圍魔法(範圍大於烈火陣)
  - 守護火網咒：高級火系咒語。火系咒語和守護咒語的揉合。
  - 焚天烈焰咒：高級火系咒語。火術大範圍咒語。
  - 連珠爆彈咒：高級火系咒語。連續、快速使出高級烈火咒(自動追蹤)。
  - 火之獄：應龍銀嵐傳授的火系咒語。百步大小的球狀空間充滿強大熾焰。

其他
- 風之矢：提爾‧烏魯茲
- 推移咒、翻轉咒
- 隕墜咒：大魔導師的自創魔法。
- 光箭咒：初級法術之一，原理是硬生生地用魔力换取攻擊用的炁息，直接、有效和迅速，但消耗魔力量不少。
- 地遁咒：地屬性的空間轉移魔法
- 光咒：烏登‧希葛‧肯納姿，意思是日光般的火炬。
- 風行咒：可以說是風移咒的進階版。速度比風移咒快。

尊稱
魔法使—指能使用魔法的人。
魔法師—熟練所有基本咒語、與精靈溝通至一定程度、開始演練及揣摩古傳咒語、及見有傳授弟子資格之人。
魔導師—各方面達到頂尖、別出機杼，創作出新咒語才能被魔法學院尊為魔導師，如今歲安城共有三位。
根源魔法
又稱特殊魔法。咒詞和一般魔法不同，語調簡短而特殊，此類魔法不藉炁息施用，不會受到息壤的影響。
是精靈契約的副產物，與契約者的潛意識有關。以特殊契約方法提早產生一個心靈魔法，這是精靈對魔法使的理解而決定所以未必有戰鬥能力。
從常見到稀有排序：偶化（佔有慾，如控制物品）、食物(食慾)、保護、空間、占卜(欲知道某事時)
魔法仙化
第二、三階精靈契約時，精靈之炁會灌注在契約者身上使身軀仙化。
限制是契約者不能擁有炁息。
心之魔法（心念魔法）
是以自身精靈用簡短的魔法暗號來使用魔法，可以大幅度的減短魔法咒語，但受到精智力總量的影響所以不能浪費，和根源魔法不同的是這種魔法可以與精靈共同討論創造有戰鬥能力的魔法。

## 名詞

### 妖獸種族
妖系
鳳凰
上仙。紅色巨鳥，五古仙之一，是生命之母。
本身能散發生命之源—渾沌原息，當原息高度凝聚時能吸收化散掉妖炁及内外炁。
由於幾乎不出現於人面前，故牠有甚麼能力，沒人得知。
於萬年多前承諾，誰能找到牠就幫那人換靈，然後不知所終。
息壤
當道息聚集到某個程度就會出現的土。化成妖並滋生，能聚集道息。
但道息濃度多到一个程度，息壤會受不了死亡
死亡後依然會聚集道息，但當到一定濃度後會爆開，變成排斥道息。
火妖（火鼠）
生於火焰的妖怪，走過的地方都會冒火，繼而從火中繁殖。
電妖
因雷電而生的妖怪，體積遠比火鼠小。
當任何裝置有電路流動、存在就會被電妖破壞，使裝置產生短路、爆裂的現象。
鑿齒
人型妖獸，上顎長有兩隻長牙，性情好戰。在古時曾被刑天打敗，成為刑天的手下。刑天將斧盾傳至鑿齒，但斧太重，因改用矛。
第二部中於噩盡曆五十多年聯合犬戎等族攻打人類，後被第二代闇靈之王李翰與其三百手下打敗，族人被變為屍靈，幾近滅族，剩餘族人逃走遠避人類。
九迴山的食物來源就是撤退回去時劫掠的鑿齒族群。
白澤
傳說中的上古神獸，懂得每一個妖怪名字、長相、弱点，还能預知過去未來。
牛首妖
人類稱之牛頭人，如其各牛頭人身的妖獸。生性勇猛善戰，開朗天真。
皇族為黑族，現任皇子為姜普，族長為姜猛。分為八十一個族群。
一般的牛首族只有幾十年壽命，而皇族可有三千年壽命。
古時的牛首族曾與龍族聯軍大戰，九戰九勝，其後因旱魃闖入，導致慘敗，皇族被全面剷除，奮勇之氣也因此滅絕。
現在的皇族是當年的一個小分支。
龍族
應家據地，敖家潛水，計家飛天。
牛首被滅後無敵手，後來內部分裂，三族各霸一方。後來敖家上岸與應家起衝突，應家被趕歐洲一帶。
- 敖氏虯龍 — 具尊伏之氣，大部分的虯龍皆在鑽研尊伏之氣（除了敖歡），古時會偶然替皇帝換靈。以「敖」取道號。常用武器寬劍，輕柔雙修。
- 計氏蛟龍 — 子嗣不豐的一族。以「計」取道號，懂得製作浮石。常用武器長戟，爆輕雙修，善用凍靈，擅長陣攻。
- 應家應龍 — 牛首一戰時元氣大傷，族內不擅合作，最終敗退至西方，演變成西方傳說中的龍。
沒有家族、群體觀念，通常各自獨立取名，故以種族名稱「應」來統稱。

刑天
傳說中曾跟黃帝作戰的妖仙。
畢方
單足巨鶴。善用炎靈，爆輕雙修。性情較高傲，喜歡受到崇拜。喜歡跟窮奇相處，也喜歡「不可理喻之人」，但是兩族對「不可理喻之人」的情感稍有不同
窮奇只是愛聞，基本上無涉情愛，但畢方若是動情，往往會相當上心，甚至不懂如何拒絕。
上一個世代，畢方天仙羽銀與山果結識一名「不可理喻之人」，羽銀被那人求愛後育下一子，便是如此原因。
窮奇
有翼虎。柔凝雙修。雖然個性凶，卻喜歡不可理喻的人類(因為某些性格相同)，討厭一般人類。喜歡跟畢方相處。
個性天真直接，即使到達天仙級也不改作風，種族天性與高傲精明的畢方有著相反表現
雲陽
樹妖，多體同心，即使有一群雲陽，也能夠視為「一個」。個性耿直，十分重視「恩情」。
上個世代，雲陽族曾蒙牛首族之王「尤老」之情，答應其請託，於龍、牛兩族最終戰時，出手阻截二十萬名牛首族支脈，迫使繞行，無法及時加入大戰
而兩族交戰現場意外闖入旱魃，導致牛首族大敗，支脈兵力到達時，數十萬皇族已然盡滅，殘餘支脈僅能對龍族俯首稱臣
（根據黃清嬿推論，尤老應該是希望借雲陽之手保存種族血脈）
但該支脈不明箇中緣故，從此恨上雲陽一族，立即返回原路，將攔阻的雲陽全數殺滅，雲陽一族雖想解釋，可惜想法直接的牛首族根本不聽，最終兩族成為死敵
（在第二部第七集中，黃、狄二人說服雲陽放過身懷牛首皇族血脈的梁乃均，並以延續牛族為條件，使牛首族與雲陽達成和解）。
吉光仙獸
帶有「忘形之氣」，幾乎沒人能找到這仙獸。
黧鱺
黃黑粗大的長形無鱗蛇。膽子小，感應力差。
騰蛇
紅色的蛇。蛟龍與赤蛇化生的後代。計家的旁系族人。
青鱗鮫人、紅鱗鮫人、黑鱗鮫人
青鱗鮫人較和善，通常不會主動攻擊，可以嘗試溝通。
紅鱗鮫人好戰，但不會窮追猛打無仇怨的敵人，喜歡住在沒妖怪的小海島，偶然會上岸曬曬太陽，遇到時只要適時退避大多無事。
黑鱗鮫人宛如海盜一般兇殘狠惡，除非能展現出對方無法抗衡的力量，非得殲滅敵人不可。
鱷猩妖
麟犼
上一個世代，虯龍天仙「敖容」為了某種實驗，與麒麟天仙「素華」所誕下的混種
兩族所擁有的天生之氣，在麟吼身上轉化成「壤妖之氣」，能對周遭實力低下者產生無形威壓
龍首馬身，善用炎靈。種族天性兇猛，喜歡和強大妖怪對打，打起來不要命，所以通常沒有妖怪願意招惹，在妖族間形象不佳。
與虯龍決裂後，首代麟吼「燄華」因故設立規矩，劃下居住領地後甚少外出，但若有強大妖怪入侵領地，往往難逃一頓暴打
鬼車
鬼車是一種體型巨大的九首鳥。原有十首，但為相柳所妒，遂慫恿獜犬噬其一，兩方因此結仇大戰，最後在開明協調下停戰，但鬼車斷首滴血不止，化為血精，鬼車憤恨難息，開明以其血煉化為血飲布，裹鬼車之傷，滴血方止。
相柳
獜犬
開明
鶴鴕族
牛首妖稱之跑步鳥。性情單純。
狪狪
豬型的妖獸，本為敦厚善良，與世無爭的一族。體內養珠，名為狪珠。可惜因狪珠而被許多妖仙捕殺，幾乎滅絕。
梭狪
狪狪的變種，是一隻逃出捕殺的狪狪性情大變，改變自身的存續方式，其後代名為梭狪。
毛族
又稱毛民。全身都是毛，矮矮圓圓的類人妖族，妖炁不多，性情溫順。因畏懼地表妖族，故住在地底洞穴，不與其他妖仙人類接觸。
科技層次遠高於人類，具有很多不可思議的器具，如「金烏珠」、「百彈銃」、「妖族偵測器」等，移動載具被懷真稱為「不明飛行物」。
雖然擁有極強科技武力，但本性善良怯懦，不敢殺生更不願見血，即使憤怒、恐懼仍不敢攻擊，也不懂如何拒絕，在洛年沉睡的百年間吃盡人族苦頭，最後斷交。
後因洛年請託，而幫人族設計「全自動城市管理防衛系統」，兩族間似乎再次牽起合作橋梁
虛空熱精
在毛族民住地的火，具有強大妖炁，效果不明，被人族交易獲得，置於九迴城中，成為屍靈眷養鑿齒的重要物品。
仙狐一族
懷真所屬的一族，天生具喜慾之氣，一般仙狐會以採補之術進行修煉，是生性多情的種族。
但此法由於各異族精氣混雜，難以完全吸化，最後成就有限頂多修練成妖仙。而懷真卻是禁慾修行，此法雖無止境，動情時喜欲之氣異常強烈，心魔難以收束。
一旦縱情破體，引入異種精氣，道行就會全散，所以仙狐中能修至九尾天仙者，少之又少。（唯一例外的「鳳靈之體」乃生命之源，至高極純，自然沒有異種的問題）
化形、隱息是其強項。在古時是祥瑞仙獸（戰國前是祥瑞的象徵），但到現代中變成了妖淫代表（大多是因為封神榜的關係）
白狼一族
思維直接，語言單純的一族。壽命不長。
旋龜
鳥首蛇尾，身形如龜，多半生活在海中。不會說話，屬於妖中之獸類，偶爾會吃人，北極海的大旋龜背部有著「古仙洞府」。
獨腳山魈
天生單手單足，外表如狒狒，此外還有三層眼瞼
當兩隻從小靠在一起生活的，就叫雙生山魈。
把炎靈之力和炁凝結於皮膚表層，名為「炎炁結膚」，防禦力奇高無比，哪怕能夠輕取山魈的強大妖怪，通常也打不破這層皮膚防禦。
個性十分兇暴，喜食人心
寓鼠（來源：北山經「寓」，又稱寓鳥）
群居型鼠狀妖獸，背帶一對長翅。該族專修純輕訣，速度飛快，妖炁集中修練雙翼，使其銳利無比，一群寓鼠組合起來，幾乎等同巨型絞肉機。
該族天仙若是未能修成上仙，死後會留下一雙翅膀，可做雙刀使用，輕固銳利，在妖界之中極富盛名，除金犀等神物外，幾乎沒有武器可以相提並論，為該族至寶
犬戎（犬族）
外形像狼人的妖獸，異常團結友愛，是非常重視族胞的種族。三千年前歸回仙界時，有少量妖炁淡薄的族人留在人間，而那些族人幾乎被人類殺光
因此，回返人間的犬戎十份憎恨人類。
因為數量極眾，又有愛護同胞的天性，打一個會來一族，雖然平均實力相當低弱（許多強族常戲稱為「狗」），但大多妖族等閒仍不願招惹犬戎
幽頞
猿猴形妖獸，首領縱天，有「善笑」的特性，與心情無關，臉上常保笑容。
納金族（納金人）
頭部上半部是鼠頭，下半部人面，有著長尾，身穿人類衣腳。
是少數不用回歸仙界的種族，但也因為如此，種族實力相當低弱（未回歸仙界種族，如毛族、納金與人等，往往實力低下）
族長通稱為老闆，現任族長為「金趾」。
性格奸險狡詐，拜金喜歡享樂，但十分團結，重視上下之分，絕對遵守契約、約定。
共同奉養『契靈』，與一般咒誓玄靈不同，是納金族專屬的玄靈，立誓不須平等，而咒誓內容只限有形財貨。
曾有一群納金人是某位應龍（黑石）的奴僕，其他自由的納金人合力累積寶物替那群納金人贖身，換取自由。可見團結之心很強，並不願同族人成為奴僕。
蔥聾
型如白羊，黑首紅鬚。
低智妖獸，奔跑速度快，不擅於攻擊，攻擊時把妖炁聚於頭上兩角。
猙
身型如豹，顏色赤紅，額投前放有個似瘤似角的突起，有五條帶有斑紋的尾巴，妖炁聚集處為尾巴。
禺疆
別名禺強
人面鳥身，擅於空中投石攻擊，一開始歲安城遭受攻擊，因不善空戰處於劣勢，後千羽引仙部隊與魔法使增加，逐漸能夠抗衡。
磨齒者、咬齒者
又稱『坦格里斯尼爾』、『坦格喬斯特』。
於故事中出場的是磨齒者，輕柔雙修，修練雷靈。
饕餮
又稱『芬里爾』。沒有身驅的巨大狼頭古妖，六十年出現一次。修凝訣。
精系
金犀
金石之靈，以成為無堅不摧的東西為修練目的。沈洛年手中的金犀匕，為三個階級中的元精（第2階）。
黑木精
銀煉精
后土
后土為道號，又稱后土神或土地神。本無性別之分。由渾沌初起時受五大古仙相助成為土之高精。
只要是在大地的事無一不知，無一不曉。與熔之高精（祝融）是一體兩面。
祝融
祝融為道號，熔之高精。與土之高精（后土）是一體兩面。非常討厭息壤。
甦䔄
䔄草培養出的精體。
種植方法不明，只知道「人族做不到」，是一種妖族的催情手段（修為越高者，往往越難動情，當需要交配生育時相當需要）
由於仙狐族的修練方法大異他族，所以是最常使用此物的種族
被種植者容易動情，產生性慾，同時也會對身體產生刺激，使之再次發育（提早變體者，往往無法發育，此物是唯一解法）
種植後效果難以終止，除非道行極高，可以無視之外（至少要有妖仙以上），則需要以「玉膏」誘其出離體，甦䔄離體立斃

### 道具
金犀匕
約有小臂長的淡金色無鞘匕首，斬鐵無痕、吹毛斷髮的神匕，出鞘後可破天下萬物。為金犀精，但已無智力。
吉光皮套
黑絨皮面，隱約有魚鱗狀斑紋。能塵埃不沾、入火不焚、入水不濕的皮裘，若是沒有一定程度的修為，沒有辦法察覺到它的存在。
血飲袍
包住傷口，有止血、癒合傷口功能。水火不入，不會染塵，會受損，但武器刺或砍入再拔起，破損會馬上復原，使用鬼車（十頭鳥妖）的血，以妖炁培育成精做成的。顏色是暗红色。
《白澤圖真本》
由白澤所傳下妖怪圖解。
《三天總訣》
道武門基礎總訣，由總門保管。
洛年之鏡（闇神之鏡）
洛年以息壤所製作的凸鏡，可吸引道息增加濃度。原型是特殊研磨機的合金鎚頭和息壤。
第二部時出現的仿製品（息壤甲）效果與洛年之鏡相差一大截。在第二部改稱闇神之鏡。
火浣布
抗火，質輕。由火鼠毛製成，切口會自動閉合，耐久不毁，與血飲袍有點相似，但比血飲袍厚，相對也輕堅韌。顏色是赭紅色，可以火燒去除袍上髒汙。
冰蠶袍
防寒。
牛精旗
姜普贈與洛年（因為是姜普作的，又稱姜普旗），可招來大霧，需要泡水補充水分。
以牛首皇族之角，磨粉混血，以妖炁培育成精，成為皮製的三角旗。
狪珠
由狪狪精氣所化，質輕而固，無光自明，可辟水火。可藉由妖炁自由飛行。
飛梭
由狪珠煉成蠱化，增加數量減少體積，降低價值增強攻擊力。是梭狪的妖炁集中點。
除去原先的妖炁，灌入炁息可發光發亮。
古仙飛翼（天仙飛翼）
寓鼠一族祖先所留下來一對翅膀。銳利度只比不上金犀之類的神物。而後為了怕誤導讀者，認為寓鼠是古仙之一，而改名為天仙飛翼。
金烏珠（又稱太陽珠）
毛族人的產物，可發出炫目的強光，但對妖仙以上無效。
百彈統
毛族人的產物，據炁後可集至百彈。
石脂、玉膏
將白玉高精浸入萬年虯龍涎，以大量渾沌原息培育而成。
石脂被妖仙服用能有奇效，玉膏適合精體吸收。

### 組織

#### 第一部
道武門
出自道系，以道入武。祖師為蜀中鶴嗚山，於漢末時創立，至今已一千八百年。
- 總門

主張應消滅妖怪。分別設立「日」「月」「星」三個部門
現任門主是狄純（實為傀儡門主）。日部部長呂緣海，月部部長狄靜，星部部長高輝。
- 台灣 白宗

專修派。第二代宗長是白玄藍，第三代是葉瑋珊。
在懷真傳授引仙法後，設立了引仙部隊。
- 台灣 李宗

兼修派。門人的武器大多是長劍。宗長是李歐
- 台灣 何宗

兼修派。門人的武器大多是把護手住下微彎的細短劍。宗長是何昌南。
其後加入『共生聯盟』。
- 雲南 紅宗

兼修派。門人的武器大多是比前臂略長的小型彎刀。宗長是平杰。
- 雲南 符宗（酖族）

門人都是發散型的女性，十年才收一人，都是女巫，原則上不算是道武門。在噩盡島時最年長的是馮鴦。主巫名毛逸。咒器是戒指。
- 洞庭 蘇宗

宗長是蘇宗長。
- 福州 黃宗

宗長是肖宗長。
- 上海 卻宗

宗長是耿夫人。
- 狄宗

世代以繼承白澤血脈的女性擔任宗長，最新一代宗長是狄純，已被總門吸納。
『共生聯盟』
主張人和妖怪共存。
『月影團』
研究古老魔法的團體。有一古老習俗—有名無姓，故所有成員只有名稱。

#### 第二部
圓足教
艾露創立的教團。主要是心性的修行和鑽研醫術。除了圓足醫院外都是『男賓止步』。
縛妖派
第一部中失傳的道武門派，第二部中重現世人面前，分為兩宗，沈洛年進距離觀察過縛妖派羅宗羅鏡施術過程，認為其類似沈洛年當初煉製影蠱的蠱術，所縛妖怪也不可有過高心智，不然可能會造成反蝕。
- 昌宗
- 羅宗

『月影魔法學院』
培養魔法使的地方，會在其附屬學校招收學生，考核觀察是否具備資質研習魔法，若具備則可入學院研習，若不具備的話會在畢業後即轉讀別校。
『歲安軍校』撼山專科
在此受訓畢業的軍官稱為撼山軍或撼山部隊。
據說所有撼山部隊都修柔凝炁訣與煉麟引仙，並使用雙鐧作武器。
人類軍隊
軍制；將領稱謂—由下而上分別是小隊長、隊長、連尉、統校、團領、將軍；依軍階區分為將官、校官、尉官、士官、士兵，每一階又分初、中、高三級。
歲安城軍隊階級為每個隊長統領約五十人，一連五隊，一營五連，一團四營，四團合為一軍，每個軍部約兩萬人。
歲安城現有八萬軍人，由四位將軍統帥分別受軍團司令葉瑋珊統領，四位將軍已知有東將軍、侯秋紜、何昇、賴昔陽（司令副手兼城內軍校總校長）（於數十年前女帝舉兵起事時為黃宗儒、奇雅、張志文、杜勒斯）。
另有司令職屬特別團五千人，由司令葉瑋珊統領。
一般分有揚武部隊（輕柔雙修，獵行引仙，武器為長槍）、撼山部隊（柔凝雙修，煉鱗引仙，武器為雙鐧））、無跡部隊（揚馳引仙））、鬥天部隊（千羽引仙）、魔法部隊（修魔法，煉鱗引仙）。
特別團
起初是約一百五十人，其後增加人員，最後共五千人。分別由三位女帝候選人指揮，直屬女帝。

### 其他

#### 地點
蛙仙島
因火山口上的蛙仙石而命為蛙仙島。
私立西地高中
主角們所就讀的高中。位於臺北土城，男女合校，但男女分班。
設有教學大樓，地下室有個小演講廳，為賴一心等人的訓練地方。
噩盡島
名稱原意為把妖怪集中在島中消滅，把噩夢結束。行動於二月八日開始（第1部—第3卷）。
最初為位於夏威夷的西南西方向，方圓3公里左右，周長僅萬餘公尺的圓形無人島。是一個火山島。
其後因息壤妖藤出現，慢慢變成五公里寬。
一星期後，已有百公里寬，而噩盡島也開始停止擴展。
而祝融撼地後，噩盡島已變成一個两千公里寬的扇狀島嶼。
於西南方，有根寬十公里、長近五十公里的狹長扇骨，與過住的大陸相連的狹長走道。
島上東北區成為人類所居住的地方。在北方與建了「歲安城」，東方高原命為「宇定高原」，城後的山命為「九迴山」，城前的是「攔妖河」（第1部—第11卷）。

而百年後，歲安城已不再是城池，是一座方圓十餘公里的人口密集大城市，中心點為「擎天塔」，同時女帝葉瑋姍政變領導人類後花費七年時間將歲安城地面鋪滿息壤磚。
因人類擴張，舊有城牆拆除，只留下一段作為司令部外牆，另整座城以擎天塔為中心由一條條輻射狀與內外多條環型狀道路做為劃分，同時為抵擋其他妖族侵犯，改由裝滿息壤之沙包于戰爭時期堆在環型狀道路搭建臨時活動型防護城牆。
「攔妖河」也因易啟爭端而改為「藍瑤河」。
第二部
九迴山地下城
女帝葉瑋珊政變修築歲案城後，又花七年下令建造以備歲安城被侵略時人類友可退守之地，當時李翰自願修築（後來推測李翰早有計畫成為屍靈之王，才會自動請纓），此城同樣由息壤磚鋪滿整座城，同時因屍靈退守，諸多強大妖仙被迫四面包圍守著九迴山以防止屍靈逃出。
虯龍族龍宮
地點未知，百年前寓鼠族曾替共生聯盟引路，百年後洛年蘇醒想去龍宮從寓鼠得知龍宮因龍王母命令關閉許久，原因不明（寓鼠推測因屍靈原因，龍宮大部分妖仙都派出圍剿，龍宮留下大多數為幼龍，因而關閉）
龍宮關閉，外圍有許多供俸虯龍之妖族在外圍阻止他人接近，但近幾十年中人類每隔五年會送一批女子至龍宮，虯龍仍會派人引路。
赤濤島
藍瑤河出海口西北方十餘里外的一座小荒島，應龍赤濤被十聖逼退後居住於那。
千窟崖
山口鎮
於九迴山道的蛟龍浮島上。在鎮的入口設有由雲陽組成的巨木拱門，鎮中分有三條大街，中街又稱奇物大街、南街又稱財氣大街、北街則稱為酒色大街。
- 論劍館

位於南街的賭場。招牌是巨劍圖案，內有金堂、玉堂、寶堂。在寶堂守門的是一位名靈海的妖仙。籌碼有銀色小棍（五百噩幣）、玉質薄片（十萬噩幣）。
- 稚嬉堂

位於北街的高级區。在第七集得知是由仙狐開設。
絨鬚洞
毛族的居住地。
魔法島
魔法仙人轄地。第六集遷到燕島。
巫斗部落
山眠教

#### 事件
四二九大刧（第一部第六卷）
道息爆發，導致世界各地的發生爆炸的刧難。
祝融撼地（第一部第十卷尾段）
是指各大陸移動，引起各地產生大浪的一個月。
廢選（噩盡曆三十六年）
是指女帝領軍政變，廢除民主的事。當時有不少抗議的人離開歲安城，遷至高原的深處居住，這一批人被稱為山民。

## 時序
| 部數     | 卷數 | 時間                        | 事件                                                               | 事件                                                               | 事件                                   | 事件                                                 |
| 部數     | 卷數 | 時間                        | 洛年                                                               | 白宗                                                               | 其他                                   | 世界變化                                             |
| -------- | ---- | --------------------------- | ------------------------------------------------------------------ | ------------------------------------------------------------------ | -------------------------------------- | ---------------------------------------------------- |
| 第 一 部 | 1    | 暑假                        | 於蛙仙島遇見鳳凰，被換靈                                           | —                                                                  | 鳳凰回歸                               | —                                                    |
| 第 一 部 | 1    | 九月上旬 （陰曆七月十五日） | —                                                                  | —                                                                  | 何宗門人喚出狼妖，死者十二人，重傷四人 | —                                                    |
| 第 一 部 | 1    | 九月中旬                    | 一日中四度遇妖、認識懷真                                           | —                                                                  | 懷真尋到洛年                           | —                                                    |
| 第 一 部 | 1    | 十月一日 （中秋節）         | 洛年與白宗其中三人到山區除妖                                       | 洛年與白宗其中三人到山區除妖                                       | —                                      | —                                                    |
| 第 一 部 | 1    | 十二月                      | —                                                                  | 白宗於校內公開招募門人                                             | —                                      | —                                                    |
| 第 一 部 | 1    | 一月                        | 洛年認識吳配睿                                                     | 吳配睿加入白宗                                                     | —                                      | —                                                    |
| 第 一 部 | 2    | 一月                        | —                                                                  | —                                                                  | 懷真送金犀匕給洛年                     | —                                                    |
| 第 一 部 | 2    | 一月                        | —                                                                  | —                                                                  | —                                      | 世界各地大量出現小妖                                 |
| 第 一 部 | 2    | 一月                        | 山區除妖時遇上狼妖                                                 | 山區除妖時遇上狼妖                                                 | —                                      | —                                                    |
| 第 一 部 | 2    | 一月                        | 台灣南部除妖                                                       | 台灣南部除妖                                                       | 何宗宗長敗給洛年                       | —                                                    |
| 第 一 部 | 2    | 一月                        | 學習無聲步                                                         | 吳配睿等五人變體 學習四訣；除狼妖                                  | —                                      | —                                                    |
| 第 一 部 | 2    | 一月二十                    | —                                                                  | 宗長、奇雅組、巧雯到檀香山參加總門大會                             | —                                      | —                                                    |
| 第 一 部 | 2    | 一月底                      | —                                                                  | 道武門全體到噩盡島                                                 | 道武門全體到噩盡島                     | —                                                    |
| 第 一 部 | 3    | 二月                        | —                                                                  | —                                                                  | 懷真送血飲袍給洛年                     |                                                      |
| 第 一 部 | 3    | 二月八日                    | —                                                                  | —                                                                  | —                                      | 噩盡島滅妖作戰                                       |
| 第 一 部 | 3    | 二月十五日                  | —                                                                  | —                                                                  | —                                      | 噩盡島息壤土增加，噩盡島面積擴增                     |
| 第 一 部 | 3    | 二月二十一日                | —                                                                  | —                                                                  | —                                      | 噩盡島周圍出現大量妖炁，精密電子零件、控制武器皆失效 |
| 第 一 部 | 3    | 二月二十六日                | —                                                                  | 白宗等人前往噩盡島失聯                                             | 總門派遣變體者部隊上島探查             | —                                                    |
| 第 一 部 | 3    | 三月一日                    | 洛年前往噩盡島                                                     | —                                                                  | —                                      | —                                                    |
| 第 一 部 | 3    | 三月一日                    | 與酖族女巫結識                                                     | —                                                                  | —                                      | —                                                    |
| 第 一 部 | 3    | 三月一日                    | 發現懷真                                                           | —                                                                  | —                                      | —                                                    |
| 第 一 部 | 3    | 三月一日                    | 與白宗等人會合                                                     | 與白宗等人會合                                                     | —                                      | —                                                    |
| 第 一 部 | 3    | 三月一日                    | 突圍時遭遇刑天，懷真斷後失蹤，洛年與小露獨自入山尋找懷真，無功而返 | 突圍時遭遇刑天，懷真斷後失蹤，洛年與小露獨自入山尋找懷真，無功而返 | —                                      | —                                                    |

## 相關書籍
| 噩 盡 島          | 卷數 | ISBN               | 出版日期       | 封面人物／ 封底人物（如有）  | 附送人物收藏卡（限首刷） |
| ----------------- | ---- | ------------------ | -------------- | ---------------------------- | --- |
| 噩 盡 島          | 1    | ISBN 9789866473395 | 2009年10月12日 | 沈洛年                       | 無 |
| 噩 盡 島          | 2    | ISBN 9789866473456 | 2009年10月12日 | 瑪蓮                         | 沈洛年 |
| 噩 盡 島          | 3    | ISBN 9789866473463 | 2009年11月18日 | 葉瑋珊                       | 懷真 |
| 噩 盡 島          | 4    | ISBN 9789866473470 | 2009年12月17日 | 賴一心                       | 葉瑋珊 |
| 噩 盡 島          | 5    | ISBN 9789866473531 | 2010年1月14日  | 懷真                         | 賴一心 |
| 噩 盡 島          | 6    | ISBN 9789866473548 | 2010年2月3日   | 奇雅                         | 瑪蓮 書展時贈送海報 |
| 噩 盡 島          | 7    | ISBN 9789866473555 | 2010年3月11日  | 燄丹、山芷、羽霽             | 奇雅 |
| 噩 盡 島          | 8    | ISBN 9789866473692 | 2010年4月7日   | 吳配睿                       | 黃齊、白玄藍 |
| 噩 盡 島          | 9    | ISBN 9789866473708 | 2010年5月5日   | 沈洛年、狄純、凱布利         | 黃宗儒 另有噩盡島人物卡珍藏本 |
| 噩 盡 島          | 10   | ISBN 9789866473715 | 2010年6月9日   | 黃宗儒、張志文、侯添良       | 吳配睿 |
| 噩 盡 島          | 11   | ISBN 9789866473876 | 2010年7月7日   | 沈洛年、翔彩／文森特，犬戎族 | 候添良 簽名會特別版書卡： 燄丹、山芷、羽霽 金石堂網路訂購之限量贈品： 限量噩盡島海報（第11卷封面的特別版） |
| 噩 盡 島          | 12   | ISBN 9789866473883 | 2010年8月4日   | 劉巧雯／騰蛇                 | 張志文 |
| 噩 盡 島          | 13   | ISBN 9789866473890 | 2010年9月1日   | 沈洛年、懷真                 | 劉巧雯 博客來網路訂購之限量贈品： 「愛無悔」海報、 特別版噩盡島人物卡珍藏本 |
| 噩 盡 島 Ⅱ        | 卷數 | ISBN               | 出版日期       | 封面                         | 附送人物魔炫閃卡（限首刷） |
| 噩 盡 島 Ⅱ        | 1    | ISBN 9789866157042 | 2010年10月13日 | 沈洛年、凱布利／艾露、蝶兒   | 懷真（百年前後） 店頭用紙製宣傳書籤： 黃清嬿、狄韻、張如鴻 |
| 噩 盡 島 Ⅱ        | 2    | ISBN 9789866157059 | 2010年11月10日 | 狄韻／赤濤                   | 沈洛年（百年前後） |
| 噩 盡 島 Ⅱ        | 3    | ISBN 9789866157066 | 2010年12月8日  | 山芷、羽霽                   | 葉瑋珊（百年前）←→黃清嬿 |
| 噩 盡 島 Ⅱ        | 4    | ISBN 9789866157134 | 2011年1月12日  | 黃清嬿                       | 瑪蓮（百年前）←→張如鴻 |
| 噩 盡 島 Ⅱ        | 5    | ISBN 9789866157141 | 2011年2月9日   | 杜勒斯、飛絮／赤濤           | 狄純←→狄韻 |
| 噩 盡 島 Ⅱ        | 6    | ISBN 9789866157158 | 2011年3月16日  | 燄丹／燄華                   | 燄丹（百年前後） 店頭用紙製宣傳書籤： 葉瑋珊、賴一心、狄純 |
| 噩 盡 島 Ⅱ        | 7    | ISBN 9789866157264 | 2011年4月13日  | 張如鴻、蔣杰／牛頭人         | 山芷（百年前後） |
| 噩 盡 島 Ⅱ        | 8    | ISBN 9789866157271 | 2011年5月11日  | 沈洛年、凱布利               | 艾露←→于丹翠 |
| 噩 盡 島 Ⅱ        | 9    | ISBN 9789866157288 | 2011年6月22日  | 懷真                         | 羽霽（百年前後） |
| 噩 盡 島 Ⅱ        | 10   | ISBN 9789866157448 | 2011年8月11日  | 敖歡                         | 葉瑋珊（百年後）←→賴一心（百年後） |
| 噩 盡 島 Ⅱ        | 11   | ISBN 9789866157455 | 2011年11月30日 | 沈洛年                       | 奇雅（百年前後） 蔣杰←→梁乃均 另贈送特製書衣海報（內頁圖為經典台詞） 當天另售： 金石堂網路書店&博客來網路書店： 《噩盡島》首部曲PVC珍藏套卡（全套13張） 12月17日售： 金石堂網路書店&博客來網路書店： 《噩盡島》二部曲PVC珍藏套卡（全套11張） |
| 噩 盡 島 漫 畫 版 | 卷數 | ISBN               | 出版日期       | 封面人物／ 封底人物（如有）  | 附送人物收藏卡（限首刷） |
| 噩 盡 島 漫 畫 版 | 1    | ISBN 9789866081132 | 2012年8月9日   | 沈洛年、懷真                 | 「風雲再起」（沈洛年、懷真） 另贈送葉瑋珊L型文件夾 |
| 噩 盡 島 漫 畫 版 | 2    | ISBN 9789866081187 | 2013年8月15日  | 沈洛年、葉瑋珊               | 「鏖戰」（懷真、葉瑋珊） |

## 外部連結
- （繁體中文）莫仁館
- （繁體中文）作畫的網誌（YinYin）（页面存档备份，存于）
- （繁體中文）蓋亞讀樂網
- （繁體中文）莫仁作品討論區